# Tren de vapor

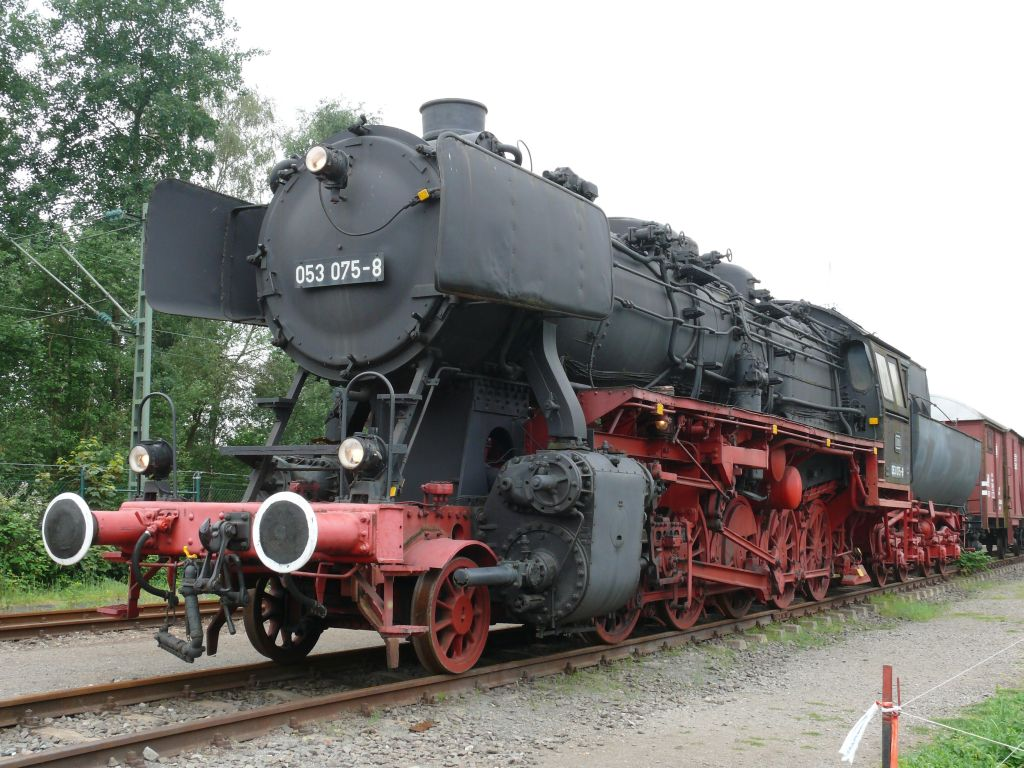
Locomotora de vapor alemanya al museu de Bochum-Dahlhausen

Una locomotora de vapor o tren de vapor és una locomotora autopropulsada impulsada per l'acció del vapor d'aigua a pressió. La base teòrica del funcionament n'és la termodinàmica. El terme locomotora de vapor es pot utilitzar també en tractors i piconadores.
Les locomotores de vapor van ser la forma dominant de tracció en els ferrocarrils fins que a mitjan segle xx van ser reemplaçades per les locomotores dièsel i elèctriques.

## Orígens i evolució

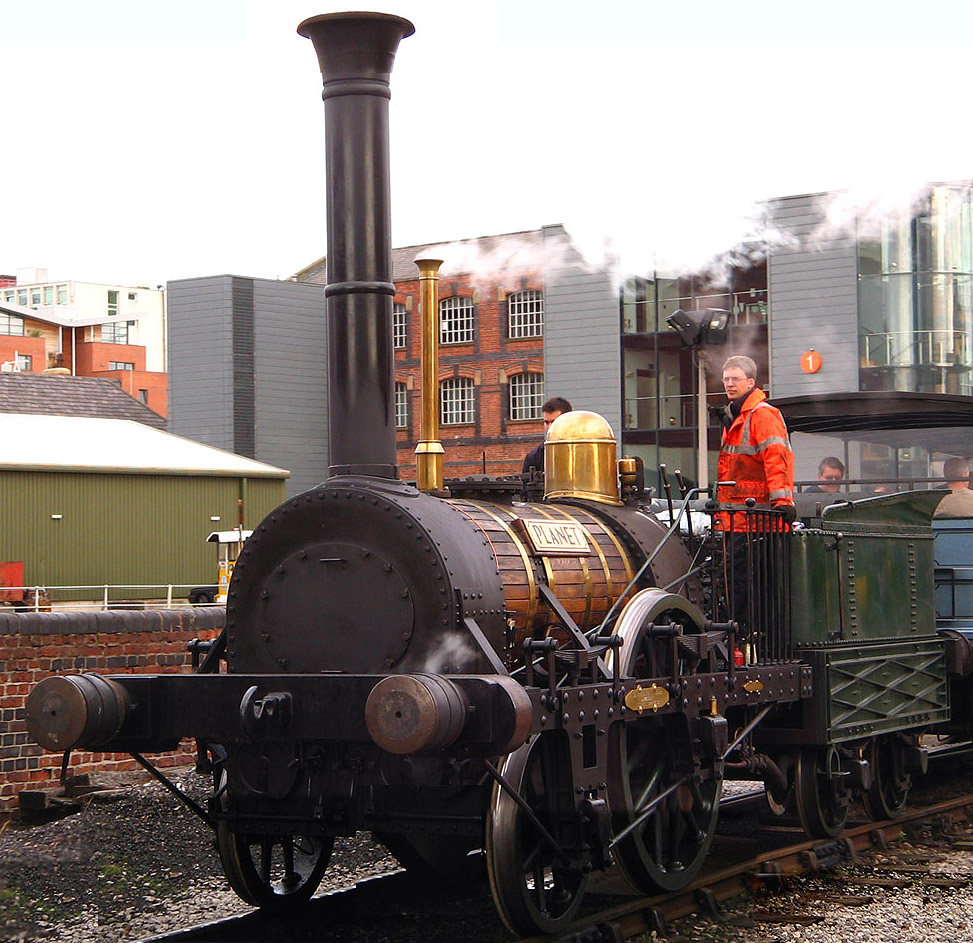
Rèplica de la locomotora Planet, creada el 1830 per Robert Stephenson que va participar en la Liverpool and Manchester Railway preservada al Museum of Science and Industry de Manchester

Els primers ferrocarrils empraven cavalleries per a arrossegar carros sobre carrils. Quan es van desenvolupar les màquines de vapor, es va tractar d'aplicar-les al ferrocarril i a la carretera. Els primers intents van tenir lloc en Gran Bretanya; així, per exemple, Richard Trevithick i Andrew Vivian van construir una locomotora el 1804. Va recórrer amb relatiu èxit un tram del carril de via estreta Penydarren tramroad, construït el 1784 pels germans Homfray, a Merthyr Tydfil, Gal·les, però econòmicament no va tenir èxit. Després, li va seguir l'èxit de la locomotora de doble cilindre construïda per l'equip de Christopher Blackett a Wylam el 1811 seguida de prop per la locomotora de cremallera de Matthew Murray per als trens de cavalls de la Middleton Railway el 1812. Aquests primers esforços van culminar en la locomotora anomenada Rocket, de George Stephenson, el 1829, que va vindre a ser el prototip de quasi tots els desenvolupaments subsegüents de la locomotora de vapor. La Rocket va ser triada com la més apropiada pels gerents de la futura línia entre Liverpool i Manchester en el concurs celebrat a Rainhill l'octubre de 1829.

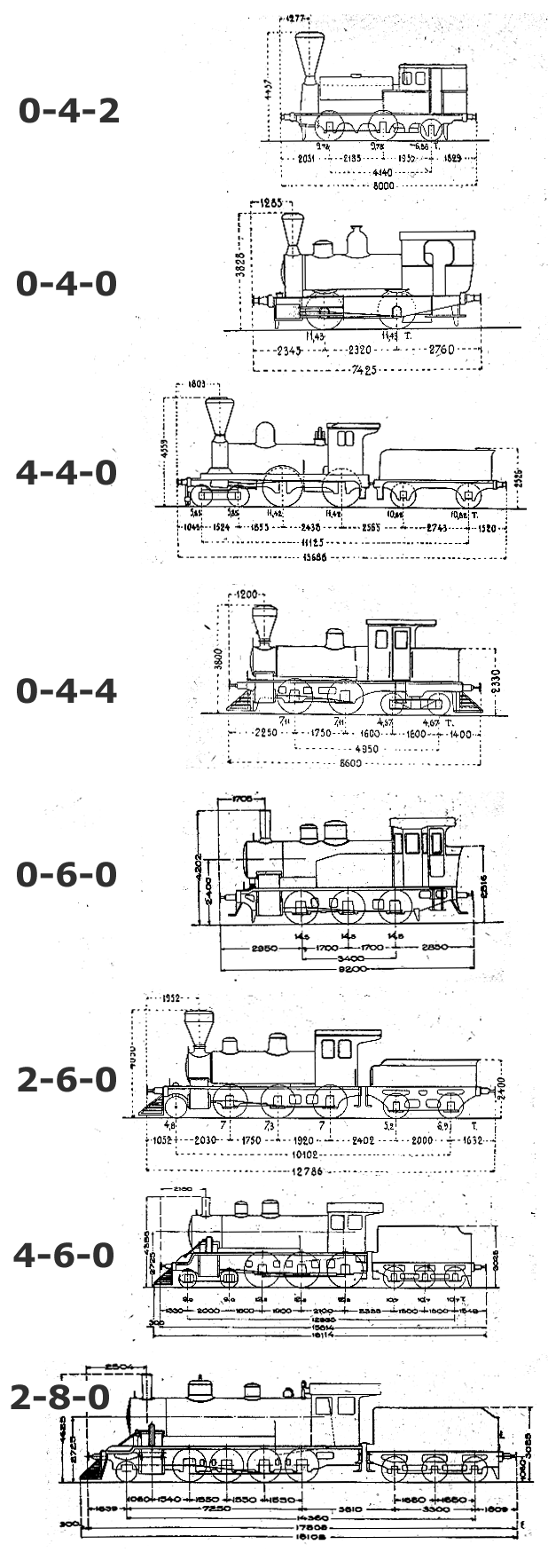
Diverses composicions d'eixos i rodes

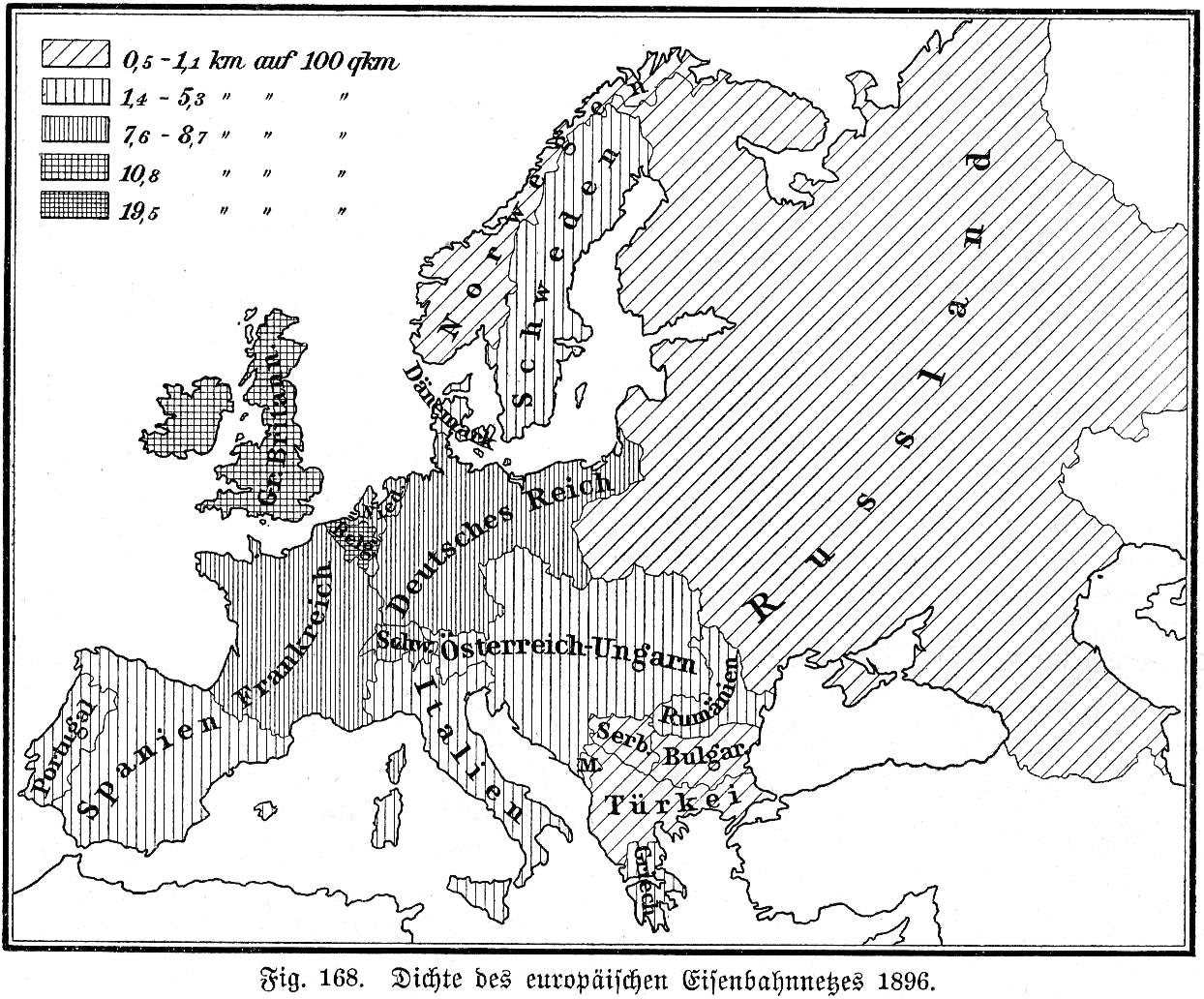
Densitat ferroviària a Europa el 1896

Una confusió habitual és considerar que la Rocket de Stephenson va ser la primera locomotora de vapor. George Stephenson, així com altres enginyers, havien construït locomotores abans, però la fama de la locomotora Rocket es deu al fet que va ser la primera locomotora moderna de vapor que va introduir diverses innovacions que després van ser emprades en quasi totes les locomotores construïdes des de llavors. Així, emprava una caldera multitubular, molt més eficaç per a transferir la calor dels gasos de la combustió a l'aigua. Les calderes anteriors consistien en una sola canonada rodejada d'aigua. També emprava una tovera d'eixida del vapor de fuga per a crear un buit parcial que estirara l'aire que alimentava el foc.
La primera línia de ferrocarril com a tal, va ser la que el 1825 feia el recorregut Stockton-Darlington a Anglaterra. D'allí va passar als EUA on es construí l'any 1830 la Baltimore and Ohio Railroad que utilitzava una locomotora anomenada Tom Thumb; a França, l'any 1832, Saint-Étienne (Loira)-Andrézieux; a Bèlgica i Alemanya (Nuremberg-Fürth), l'any 1835; a Itàlia, el 1839. I a l'Espanya peninsular, concretament a Catalunya l'any 1848, promoguda per Miquel Biada la línia Barcelona-Mataró.
Als inicis, es feia servir com a mitjà de transport per a mercaderies, minerals, etc. Més endavant s'emprà per al transport de passatgers sent el primer tren de passatgers el ferrocarril de Liverpool a Manchester, l'any 1830. Aquest ferrocarril emprava la cèlebre Rocket.
Una de les primeres característiques de disseny va ser l'ús de rodes de petit diàmetre per a arrossegar la càrrega, i l'ús de rodes gran diàmetre en els vehicles de passatgers, per a obtenir una major velocitat. Si la primera elecció va ser dictada per un desig de tindre més força, la segona va ser més aïna dictada per un desig de mantenir baix el nombre de revolucions del cigonyal, ja que el perfecte equilibri de les distintes parts d'aquest era complicat.
En la segona meitat del segle xix les màquines van passar de tenir només un eix a tenir-ne dos, per poder d'aquesta manera aconseguir major potència. Van ser els americans els que van introduir el bogi davanter de dos eixos que dona lloc al sistema de tracció 2'A també conegut com American o American Standard. És des d'aquesta plataforma, que partirà el més famós sistema de tracció: per a aconseguir més tenir més potència es va desenvolupar el sistema 1'C (Mogul), que, en els primers models d'Amèrica, es va presentar amb l'eix central de motor sense brida, per a augmentar l'ample de la caldera i es va afegir una cistella posterior o tènder, obtenint el sistema 2'A1 Atlantic, I així successivament, es van anar afegint eixos motors i bogis.
Quan a Baviera va ser construït el prototip de la S2 / 6 (150 km / hora), 2'C2', l'era de les màquines de dos eixos adaptats va començar a declinar, ja que les composicions de rodes eren massa pesants per a ells.
Les màquines de tres eixos van ser les reines de l'edat d'or de la tracció de vapor, i a Amèrica del Nord només van ser substituïdes quan van aparéixer trens ràpids amb 4 eixos motors, per damunt de totes elles la Pacific, (2 ' C1 ' ó 2-3-1). A aquest tipus d'equips pertanyen els títols dels rècords de velocitat, al grup 01 dels DRG, classe a4 de LNER que inclou la Mallard o a la Chapelon.
Paral·lelament a l'increment d'eixos, els enginyers van desenvolupar dispositius per a augmentar el rendiment termodinàmic dels motors de vapor per a reduir el consum de gas, reduir els costos i augmentar l'autonomia.
La primera innovació va ser l'adopció de la doble expansió, que es va dur a terme per diversos mètodes d'investigació per a obtenir millors resultats no sols en termes de rendiment termodinàmic i econòmic, l'equilibri constructiu de les peces mòbils i continuïtat de l'esforç de tracció. Una segona innovació va ser el vapor reescalfat que permet resultats semblants a la doble d'expansió, però permet utilitzar un mecanisme menys complex i de més fàcil manipulació. L'ús en comú d'aquestos dos mecanismes va ser molt limitat i només es va aplicar en les màquines en què era necessària la màxima eficiència. Finalment, com una última maniobra per a millorar el rendiment termodinàmic es van crear els re-escalfadors. (vegeu)
Lligat a l'economia de manteniment es va desenvolupar el 1844 la distribució accionament de la distribució inventat per l'enginyer belga Egide Walschaerts en compte de la distribució Stephenson o qualsevol de les seues diverses versions (Gooch i Allen). Walschaerts va continuar millorant les locomotores, entre d'altres el sistema de frenatge i del diferencial.
No obstant això, cap d'aquestos mecanismes van aconseguir salvar el vapor de les locomotores: en la postguerra el lideratge de vapor aviat es veurà soscavat per les línies electrificades d'una banda, i per l'arribada dels vehicles dièsel, d'un altre, la tecnologia dels quals està madura i consolidada per 5 anys de guerra en el mar.

## Funcionament i forma bàsica

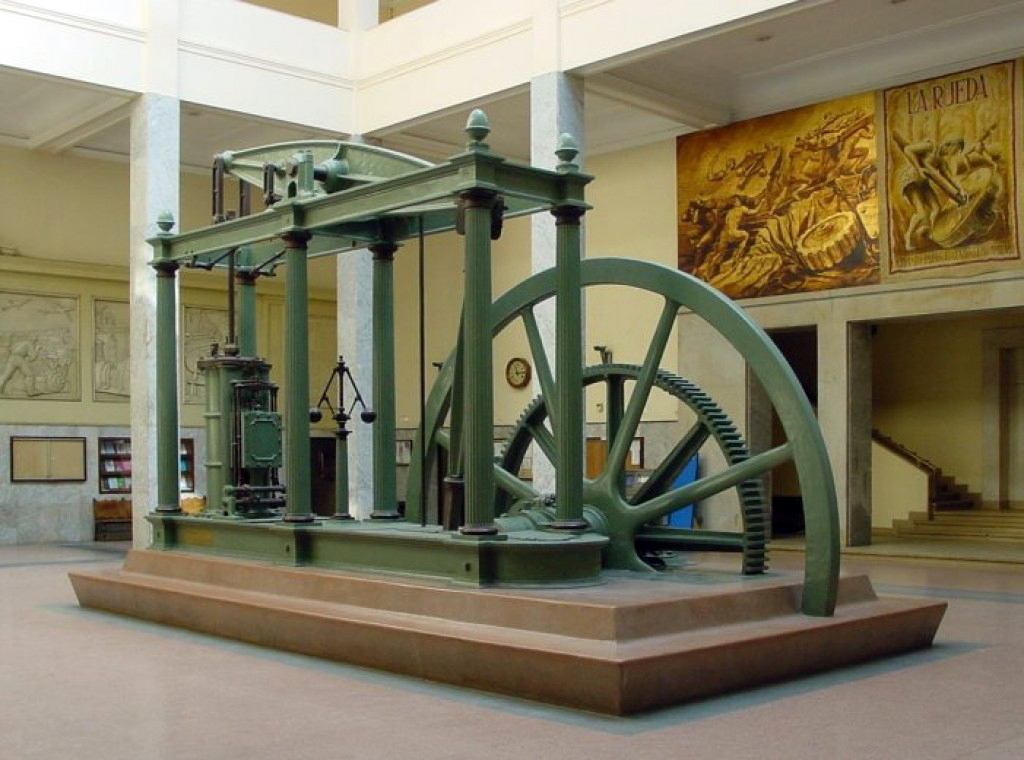
Màquina de vapor situada en el vestíbul de l'Escola Tècnica Superior d'Enginyers Industrials de la UPM (Madrid).

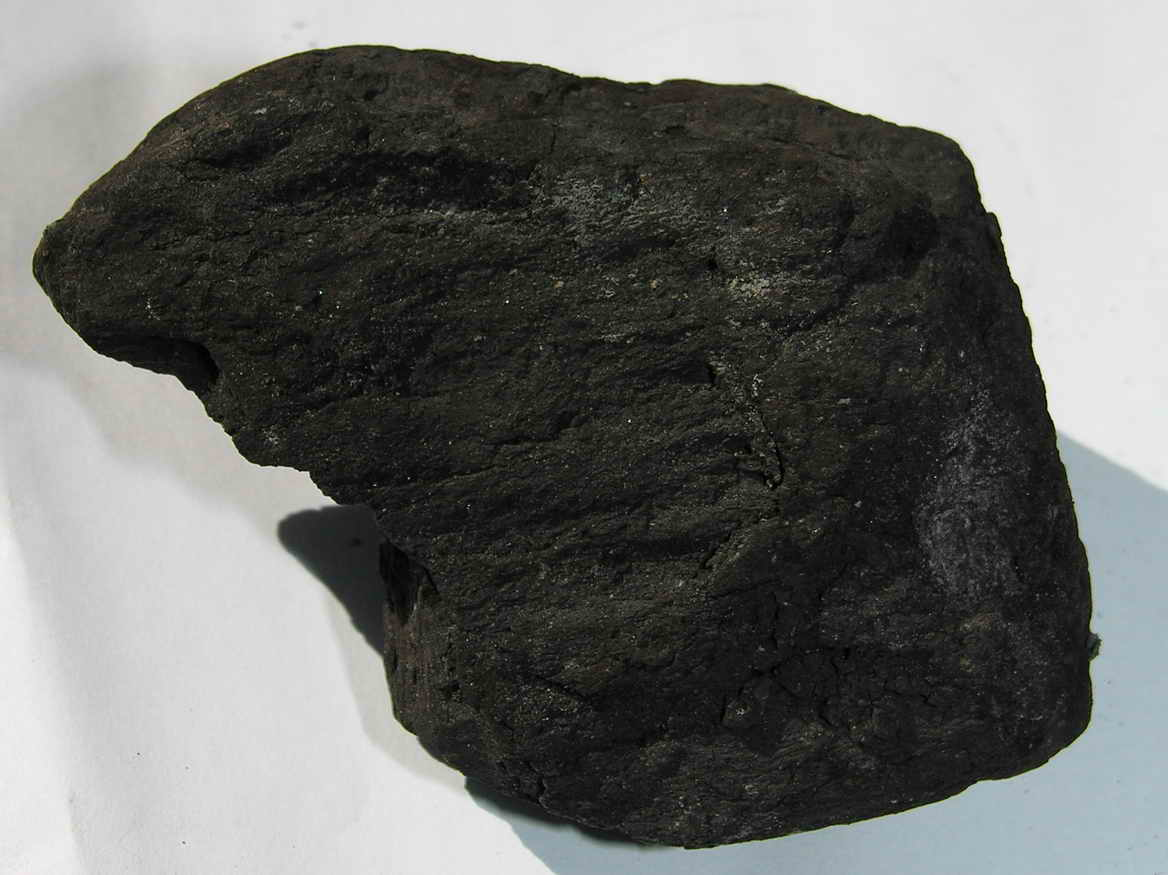
Lignit

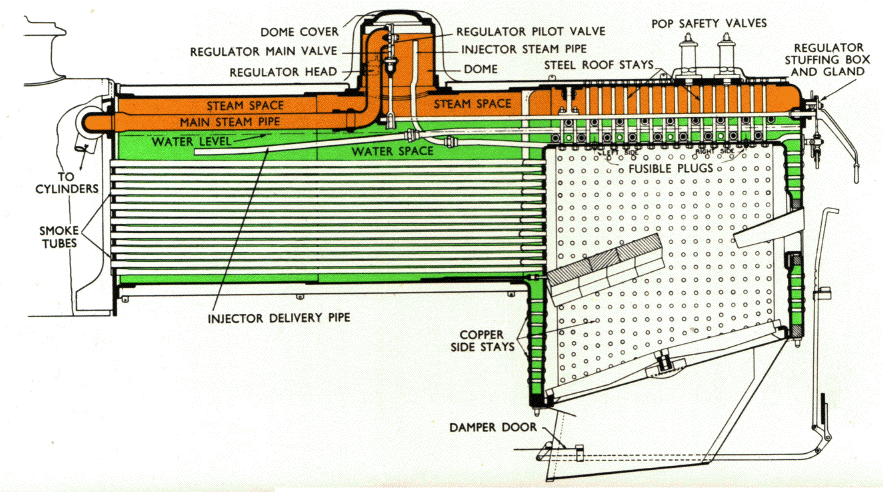
Secció d'una caldera i llar típiques (La imatge està per traduir i no està a escala.)

La locomotora de vapor obté l'energia per al seu funcionament, a partir de la combustió d'un combustible.
Si bé el principal combustible és el carbó (lignit o antracita), també eren molt populars la fusta i l'oli mineral. En general, l'elecció del combustible es va fer sobre la base de criteris econòmics, per la qual cosa va ser molt utilitzada la fusta en zones rurals i en empreses fusteres, l'oli mineral es va utilitzar quan es va revelar que era més barat d'obtenir que el carbó.
En moltes locomotores entre les més recents de disseny, el carbó s'introdueix en la caldera a través d'un dispositiu mecànic anomenat Stoker. (Vegeu)
El bagàs que queda després d'extraure el suc de la canya de sucre es va emprar en les empreses dedicades al cultiu i obtenció del sucre de canya. Quan el petroli va començar a utilitzar-se de forma habitual, es va emprar el fueloil en les locomotores d'algunes zones. En situacions particulars s'han utilitzat diferents combustibles. L'escassetat de carbó a Baviera va portar a experimentar amb la torba, a Itàlia es va experimentar amb metà i en Pennsilvània, i, en general, en l'oest dels Estats Units, la gran disponibilitat d'antracita no comercialitzables per a ús urbà ha generat locomotores equipades per a utilitzar aquest tipus de carbó.
Inclús durant la Segona Guerra Mundial, Suïssa va experimentar la substitució de combustible sòlid amb l'explotació de l'efecte Joule per a aconseguir portar l'aigua a ebullició.
Per a tenir una eficient combustió és necessari que el combustible estigui constantment en contacte amb l'aire ric en oxigen. L'aire per a la combustió entra a través de les portes de la caldera la qual cosa es veu afavorida quan la locomotora es troba en moviment, ja que el vapor de fuga del cilindre del motor, genera una depressió que aspira a l'aire cap a la sala de fums.
La locomotora de vapor típica empra una caldera horitzontal cilíndrica amb les seues parets i sostre constantment rodejats d'aigua, amb el fogó a la part posterior, i en part dins de la cabina que protegix als operaris de les inclemències meteorològiques. La llar és el lloc on es crema el combustible. Està format per quatre parets laterals i un sostre a què es denomina cel. En la base es troba la graella o cremador, sobre el qual es diposita el combustible, i davall la graella, una caixa per a arreplegar les cendres o cendrer i la boca per la qual entra l'aire per a la combustió. Els fums de la llar eixen per una sèrie de tubs situats longitudinalment dins de la caldera i rodejats d'aigua, a la que transmeten la calor. El conjunt de tubs es denomina feix tubular, i alguns de major diàmetre contenen en el seu interior altres més fins pels que discorre vapor per a ser recalfat i augmentar així la potència de la locomotora. En la part frontal de la caldera es troba la caixa de fums, on pararà el fum darrere d'haver passat pels tubs del feix, abans d'eixir per la xemeneia, que sobreïx en la part superior. El vapor s'arreplega en la part més alta de la caldera, bé siga a través d'un tub perforat, situat per damunt del nivell de l'aigua, o bé en una cúpula (cúpula en la part superior). El vapor surt de la caldera a través d'una vàlvula reguladora, coneguda també com a "regulador".
El vapor generat s'emmagatzema en l'espai de vapor per sobre de l'aigua a la caldera. La seva pressió de treball està limitada per la molla de les vàlvules de seguretat. El vapor és recol·lectat, a continuació, ja sigui per un tub perforat instal·lat sobre el nivell d'aigua o d'una cúpula, que sovint acull la vàlvula reguladora, o de l'accelerador, que té per objecte controlar la quantitat de vapor de sortida de la caldera.
Quan el regulador està obert, el vapor llavors viatja directament i avall al llarg d'una canonada de vapor a la unitat de motor o pot haver de passar primer a una capçalera del recalfador(Vegeu), el paper d'aquest és eliminar gotes d'aigua suspeses en el "vapor saturat", estat del que surt de la caldera. En sortir del recalfador, el vapor sec surt de la capçalera del recalfador i passa per una canonada de vapor de vapor entra en primer lloc en la denominada caixa del vapor o capella de la distribució, on una peça mòbil, la corredissa, al lliscar alternativament a l'un i l'altre costat, fa que el vapor es dirigisca, al seu torn, alternativament a l'un i l'altre costat del pistó dins del cilindre del vapor, en el que entra a través de les llumeneres d'admissió i darrere d'expandir-se, la mateixa corredissa el dirigix cap a la llumenera de fuga.
| | |
| Distribució del sistema Walshaerts/Heusinger | |
| Distribució del sistema Walshaerts/Heusinger | |
| - 1 Cigonyal excèntric - 2 Biela del cigonyal excèntric - 3 Palanca d'inversió de marxa - 4 Biela d'elevació - 5 Braç d'elevació - 6 Braç i eix d'inversió - 7 Braç d'expansió | - 8 Biela lliscant - 9 Capçal en creu - 10 Guia de l'èmbol del pistó de distribució - 11 Palanca (vareta o biela) de precisió - 12 Biela d'enllaç de la palanca de precisió - 13 Èmbol del pistó de distribució - 14 Pistó de distribució |

Els cilindres són de doble efecte, amb el vapor admès a cada costat del pistó. Açò ocasiona un moviment alternatiu de vaivé del pistó, a l'un i l'altre costat, que acciona així la roda motriu principal a través d'una barra, també anomenada cadell del pistó, que s'articula amb el peu de biela. Aquesta biela va connectada en l'altre extrem a una clavilla excèntrica en la roda motriu principal, a la que fa girar per mitjà d'un moviment de maneta. La corredissa, autèntica vàlvula de distribució del vapor en el motor, s'acciona a través d'un conjunt de barres articulades: el mecanisme d'accionament de la distribució del vapor, que es pot ajustar per a controlar el sentit de la marxa i el tall de l'admissió. El punt de tall de l'admissió del vapor determina durant quina proporció del recorregut del pistó s'admet vapor dins del cilindre. Així, per exemple, un punt de tall al 50% indica que s'admet vapor només durant la mitat del recorregut del pistó. Durant la resta del recorregut, el pistó resulta impulsat per la força expansiva del vapor que va quedar dins del cilindre. Un ús intel·ligent del tall de l'admissió estalvia vapor i, per tant, també combustible i aigua. El tall de l'admissió es controla des de la cabina per mitjà de la palanca inversora, que també servix per a canviar el sentit de la marxa i que exerceix, en certa manera, una funció anàloga a la palanca de canvis d'un automòbil.

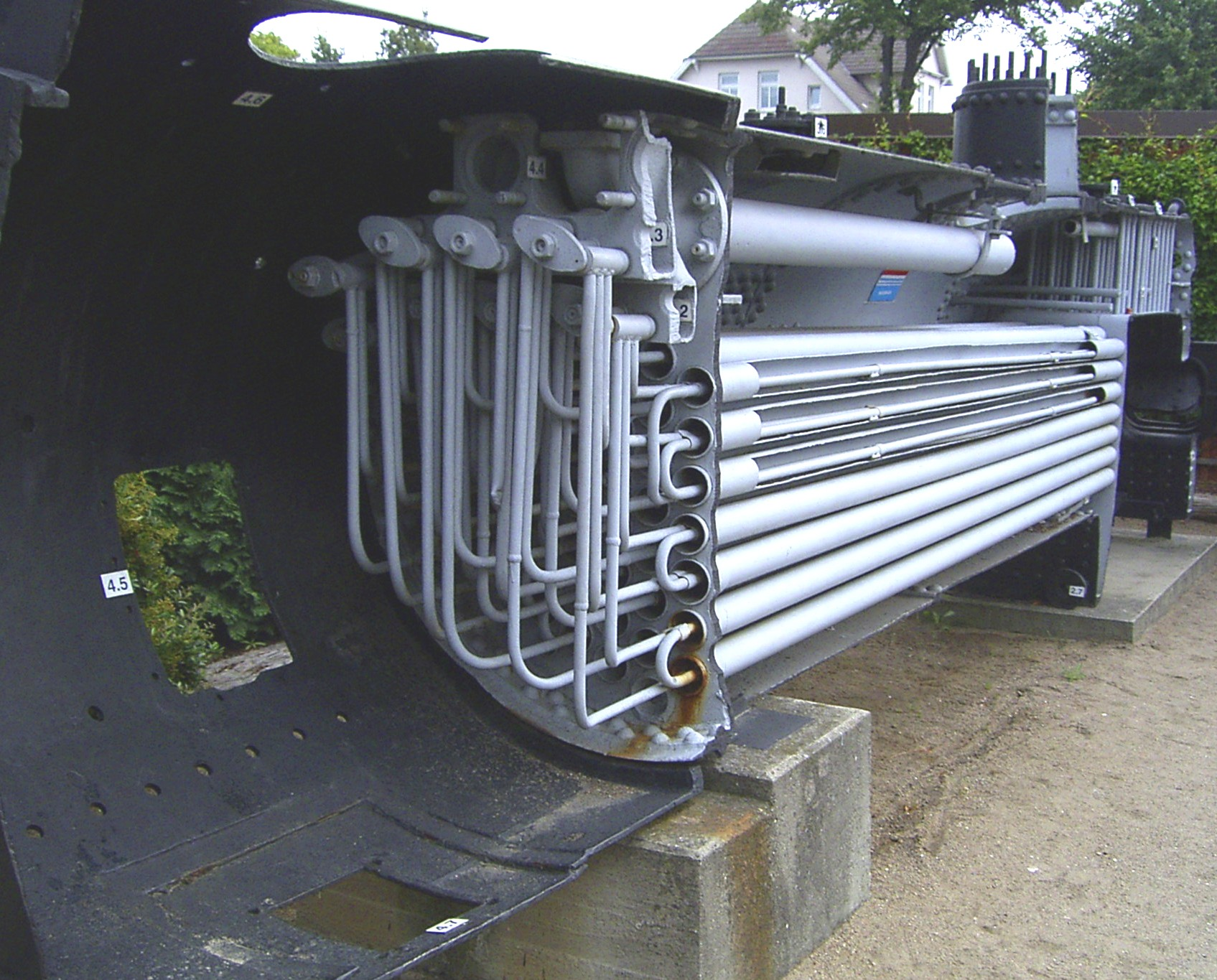
Tall d'una locomotora de vapor mostrant la caldera.

El vapor que escapa del cilindre després d'haver impulsat el pistó, va a la caixa de fums, on s'allibera a través d'una embocadura o tovera enfocada a la xemeneia, per on ix junt amb el fum, creant un buit a l'eixir, que afavorix el tir de la llar. Les ràfegues successives del vapor de fuga són les que produïxen el característic so "xuf, xuf" de les locomotores de vapor. Una locomotora de vapor posseïx normalment dos cilindres, un a cada costat. N'hi ha també que disposen de tres i de quatre. Els cilindres actuen per parelles, existint un desfasament de 90 graus entre l'accionament de la roda motriu d'un costat i la seua homòloga del costat oposat, proporcionant quatre colps de potència en cada revolució de les rodes. Les rodes de la tracció estan connectades en cada costat per barres de connexió o d'adaptació que transmeten la força des de la roda motriu principal a les altres rodes motrius, a les que també es denomina rodes adaptades. En les de tres cilindres, un d'ells va en posició central, davall la caldera, i la seua biela acciona un dels eixos motrius, que ha de tenir forma de cigonyal.
La caldera descansa sobre un carcassa denominada bastidor o xassís, i que incorpora els diversos elements del mecanisme, en el que es munten també els cilindres i que al seu torn descansa sobre els eixos. Els eixos motrius es munten sobre coixinets que poden desplaçar-se amunt i baix en el bastidor. Estan connectats a ell per mitjà de ballestes o, menys sovint, per suspensions de molles, que permeten als eixos un cert grau de moviment independent per a suavitzar l'efecte dels alts i baixos de la via. Moltes locomotores tenen carretons de cap o de cua denominats bogis, que són uns acoblaments de dos eixos i quatre rodes amb el seu propi xassís i suspensió, que suporten el cos principal d'un vagó o una locomotora en cada un dels seus extrems, i permeten un cert grau de rotació entorn d'un eix vertical, per a facilitar així el trànsit del vagó o locomotora per les revoltes.
Quan el bogi està format per un sol eix, es denomina bisell, perquè la seua invenció s'atribuïx al nord-americà Levi Bissell en 1857. En les locomotores de talla mitjana es va utilitzar un bisell davanter i en les més grans un bogi de dos eixos. En la part posterior era més freqüent muntar un bisell que un bogi perquè deixava més espai per al cendrer.
La majoria de les locomotores van adaptades a un tènder, que transporta l'aigua i el combustible; però altres porten el combustible i l'aigua directament en la mateixa màquina, anomenades locomotores tanc, pels prominents tancs per a l'aigua en la part superior o més comunament en els costats de la caldera.
Una locomotora de vapor es maneja amb un equip d'almenys dues persones. Una, el maquinista, que és responsable de controlar la locomotora i el tren en el seu conjunt; l'altra, el fogoner, responsable del foc, la pressió i l'aigua.

## Esquema

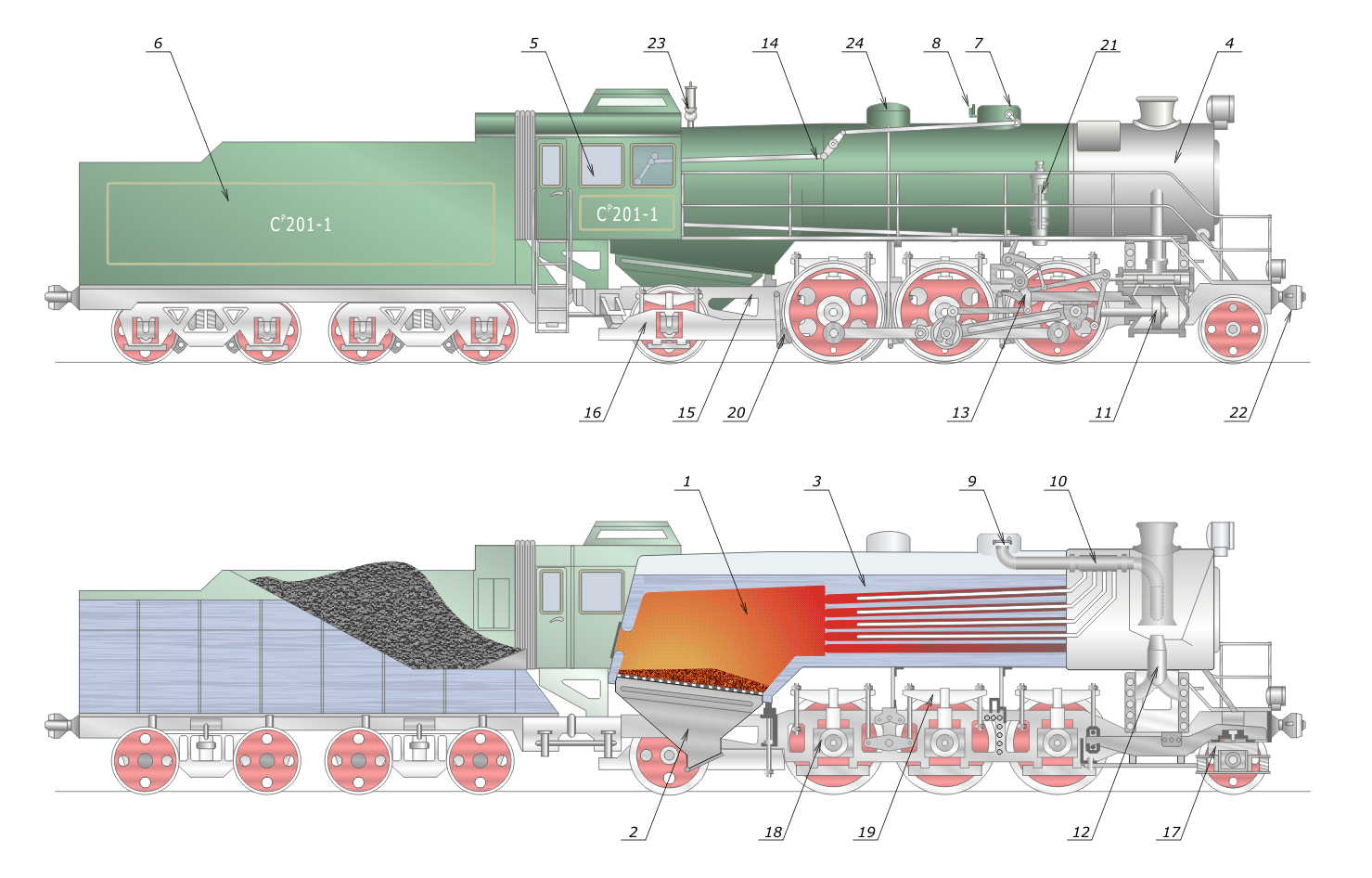
Locomotora Prairie Esquema de locomotora de vapor

### Elements d'una locomotora de vapor
1. Llar; 2. Cendrer; 3. Aigua (interior de la caldera); 4. Caixa de fums; 5. Cabina; 6. Tènder; 7. Cúpula del vapor; 8. Vàlvula de seguretat; 9. Regulador; 10. Capçalera del recalfador en el conducte principal del vapor; 11. Pistó; 12. Tovera d'eixida del vapor; 13. Mecanisme d'accionament de la distribució; 14. Palanca d'accionament del regulador; 15. Bastidor; 16. Bisell posterior; 17. Bisell anterior; 18. Coixinet i eix de roda motriu; 19. Ballesta; 20. Sabata de fre; 21. Bomba per al fre d'aire; 22. Enganxall; 23. Xiulet; 24. Cúpula arenera.

## Controls

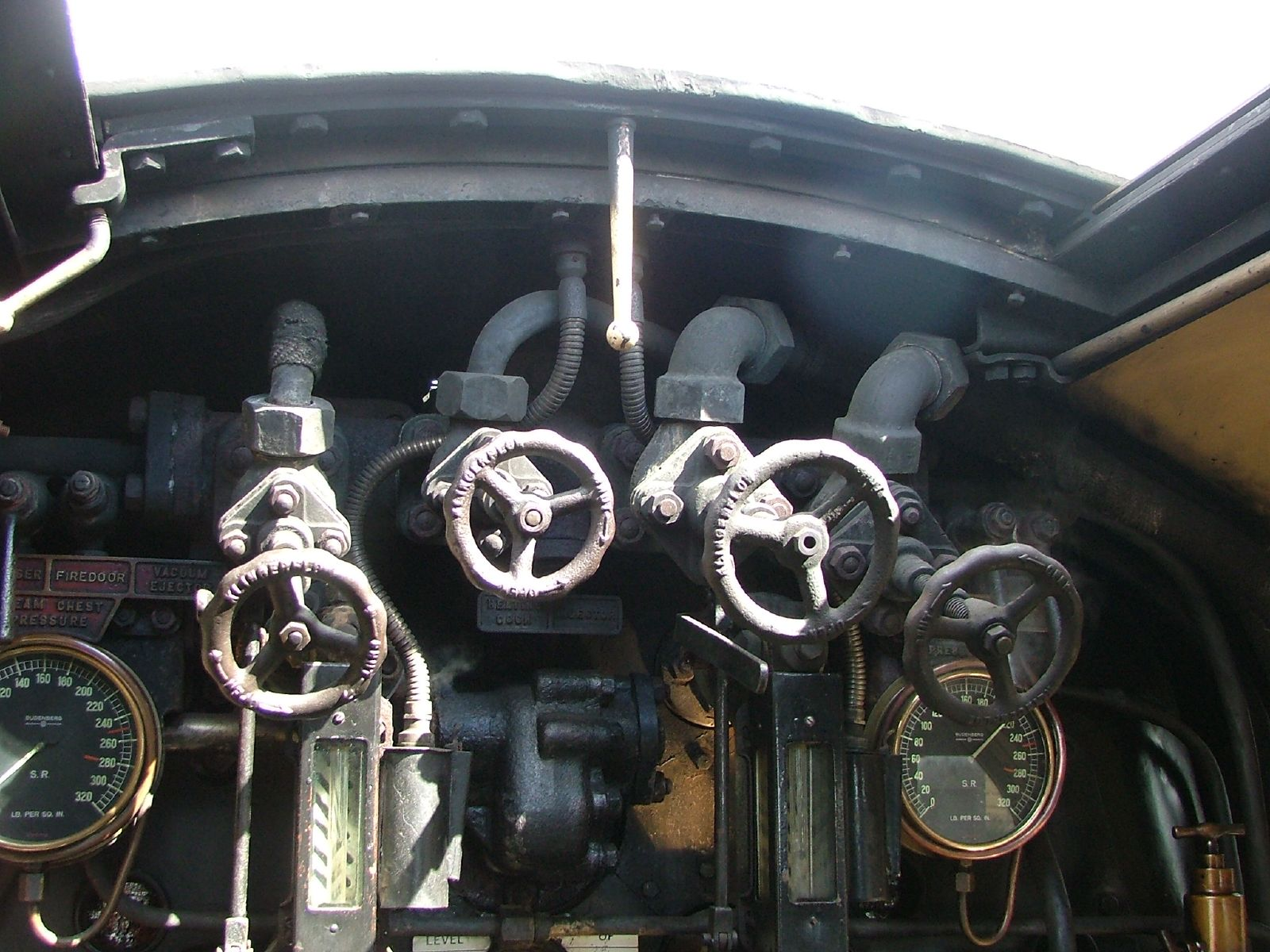
Controls d'una Blackmore Vale

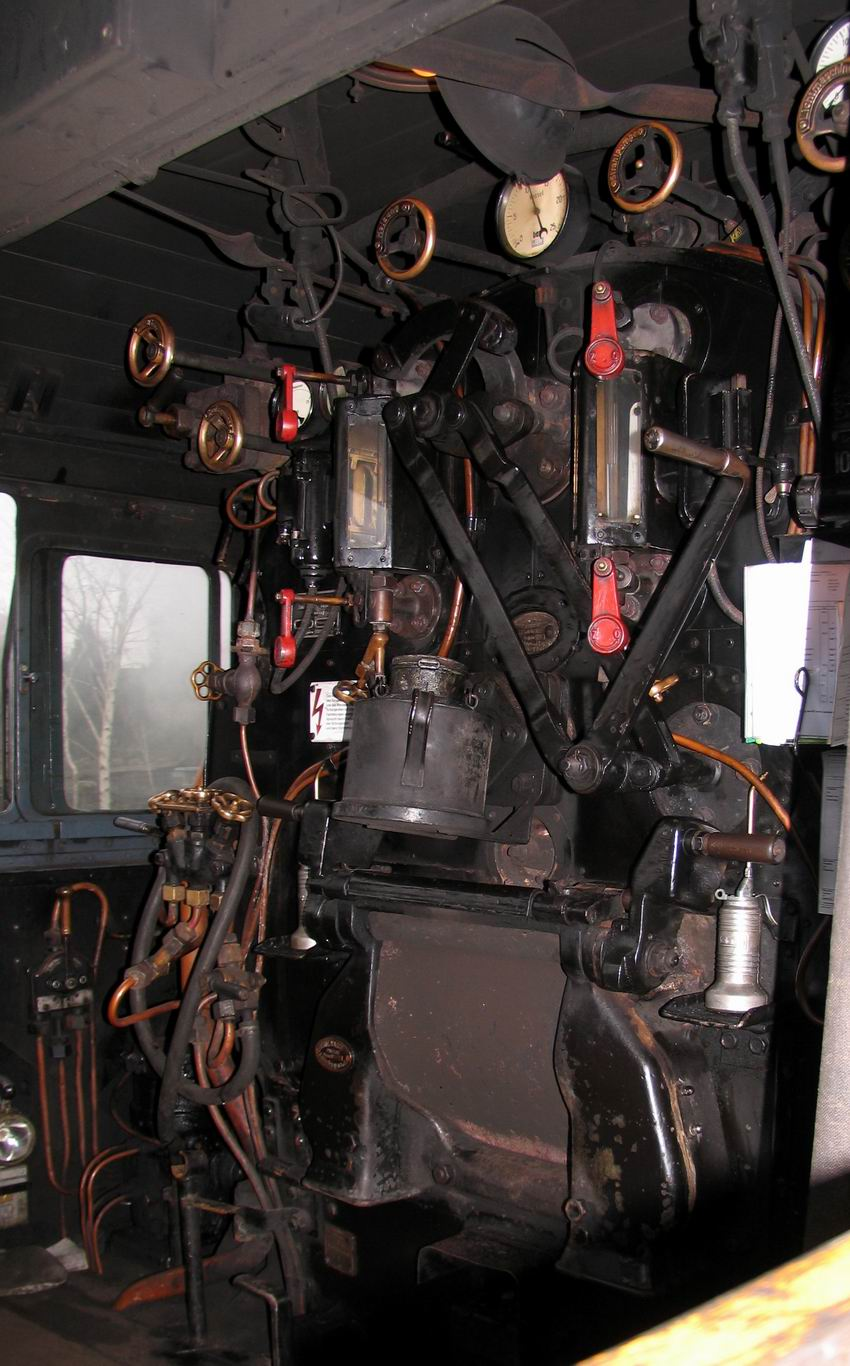
Maquinària d'un tren

En la cabina hi ha diversos dispositius: vàlvules, palanques, mesuradors, a més d'un conjunt de ferramentes. Els podem subdividir aproximadament en tres categories:
- En relació al comportament de la caldera
- Amb relació a la conducció del tren
- Dispositius auxiliars

Els primers són generalment atribuïbles al fogoner, o dels auxiliars? (accudienti?) durant l'estacionament en les estacions.
Per tant, tenim la pala per al carbó i els "ganxos" per a intervindre en la llar (per exemple, per a trencar els dipòsits de residus o per a reajustar el carbó al començament o el final de l'estacionament).
En països on les locomotores de vapor han evolucionat, es van dur a terme locomotores amb "Stoker" mecànic. Relacionat amb l'ús del Stoker (Vegeu) és el dispositiu que permet agitar el llit de carbó o inclús invertir la graella de la llar per a facilitar i accelerar la neteja.
Adjunts a la part posterior de la caldera es troben els indicadors del nivell d'aigua, que hauria de ser suficient per a cobrir la cima de la llar (sostre de la caldera - la posició de la qual s'indica amb una placa especial) en cas de sobrecalfament i la fusió dels límits de seguretat, de la qual cosa resulta la immobilització de la locomotora i pot tindre un final encara més tràgic i desastrós com és l'esclat de la caldera.
La indicació està donada pel nivell d'aigua arribat en un o dos tubs de vidre en comunicació amb la caldera. Una sèrie d'aixetes serveixen per a verificar el bon funcionament de la mateixa mantenint en comunicació amb l'atmosfera. Per a ajudar l'indicador, que pot danyar-se en un viatge, hi ha tres vàlvules que reduïxen la calor a diverses temperatures. En condicions normals de la més alta hauria d'eixir només vapor, de la més baixa només aigua, i de la mitjana una mescla d'ambdós. Tenint en compte les temperatures involucrades, el maneig d'aquestes vàlvules no és fàcil. Del pis de la màquina sorgixen les palanques per a operar les persianes que permeten el buidatge de la caldera (per exemple, per a la seua neteja).
A fi d'ajustar el tir tenim la vàlvula que permet enviar l'aire pres de la caldera de vapor, el ventilador, creant un tir artificial, i, eixint del sòl, les palanques de control de portes de la llar. S'utilitza per a reduir el flux d'aire reduint així la flama (efecte oposat al ventilador).
Finalment, entre els dispositius per al control de la caldera, hi ha dispositius per al subministrament d'aigua a la caldera: en les primeres locomotores quan l'aigua de la caldera s'esgotava era reemplaçada amb una bomba de mà, en les locomotores de caldera a pressió superior a 10 atmosferes es necessiten dispositius mecànics que puguen superar la pressió de vapor, els injectors (Vegeu).
Entre els dispositius existents per a controlar el tren es troba "el regulador", és la palanca amb què el maquinista controla la vàlvula que regula la quantitat i la pressió de vapor enviat al motor. La funció és comparable a la de l'accelerador en un automòbil comú.
La direcció i el grau d'introducció de vapor es controlen amb la "leva o palanca". Açò pot ser una palanca de frontissa en el sòl de la cabina o un volant unit a un eix amb un caragol. Ambdós dispositius accionen sobre la palanca d'inversió de marxa i disposa d'un dispositiu que captura el control en la posició triada.
La funció d'aquest dispositiu és un poc comparable a la dels canvis en els cotxes, ja que permet tant la marxa arrere i també ajustar la quantitat d'energia utilitzada per a una certa quantitat de moviment.
Tanca la llista de controls de conducció els frens (Vegeu), tant manuals, com mecànics, així com la vàlvula que permet enviar vapor pels conductes de la calefacció dels vagons.

## Dispositius addicionals
Quasi totes les locomotores van equipades amb una sèrie de dispositius. Alguns es necessiten per al funcionament de la màquina de vapor, mentre que altres estan relacionats amb la senyalització, el control del tren o altres propòsits. Els més típics són els següents:

### Bombes de vapor i injectors
En les calderes de les màquines de vapor, el nivell d'aigua disminuïx a l'anar consumint-se el vapor per a accionar el pistó. Es necessita algun dispositiu per a forçar a l'aigua a entrar en la caldera vencent la pressió que regna en el seu interior. Les primeres locomotores van utilitzar bombes accionades pels moviments dels pistons; més avant es van emprar injectors de vapor i algunes màquines usen turbo bombes. El més habitual era disposar dos sistemes independents per a subministrar aigua a la caldera. Un tub vertical de vidre, l'indicador de nivell, mostrava el nivell d'aigua de la caldera.

### Recalfador

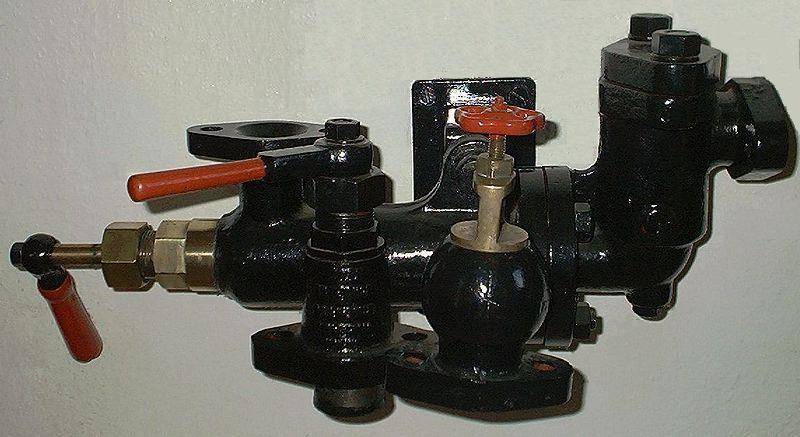
Injector.

A partir de 1900 va començar a utilitzar-se vapor recalfat en les locomotores. La forma habitual d'aconseguir-ho era conduir el vapor des de la cúpula a una capçalera del recalfador, dins de la caixa de fum. El vapor es dirigeix des d'allí per un grup de tubs prims, que discorren per l'interior de tubs de fum grossos, dins de la caldera, per a tornar després a una segona capçalera del recalfador, des d'on s'envia als cilindres. El recalfament va produir un augment enorme de l'eficiència i va constituir la norma en les locomotores de vapor del segle xx.

### Regulador
El dispositiu amb què el maquinista regula la quantitat de vapor que passa de la caldera a les vàlvules de distribució es denomina regulador.
Es classifiquen en dos grans categories:
1a Reguladors de corredissa
2a Reguladors de vàlvula

### Ventilador o Bufador
En la caixa de fums, el vapor expulsat pels cilindres que surt per la tovera d'escapament cap a la xemeneia produeix una depressió que és transmesa a través dels tubs escalfadors de la caldera fins a la llar, avivant el foc. Quan la locomotora marxa amb el regulador tancat o està parada, no hi ha vapor d'escapament, sent nul·la la generació de depressió, el foc de la llar baixa la seva intensitat, disminueix la quantitat de vapor produït i, per tant, cau la pressió en la caldera. Per evitar aquest inconvenient, està el ventilador, que consisteix en un tub entorn de la tovera d'escapament amb uns orificis al seu al voltant. El tub està connectat a una presa de vapor viu i és governat per la vàlvula del ventilador, instal·lada en la cabina. Quan és accionada, surt pels orificis del ventilador un con de vapor que origina novament la depressió.
Altres aplicacions del ventilador són quan es procedeix a l'encesa de la caldera, per a poder avivar el foc i aconseguir pressió més ràpidament. Evitar contra pressió o esclat en tancar el regulador amb la porta oberta de la caldera, sortint el foc per aquesta, en obrir el ventilador i mantenir-ho abans de tancar el regulador s'evita aquest perillós efecte per al personal de cabina.

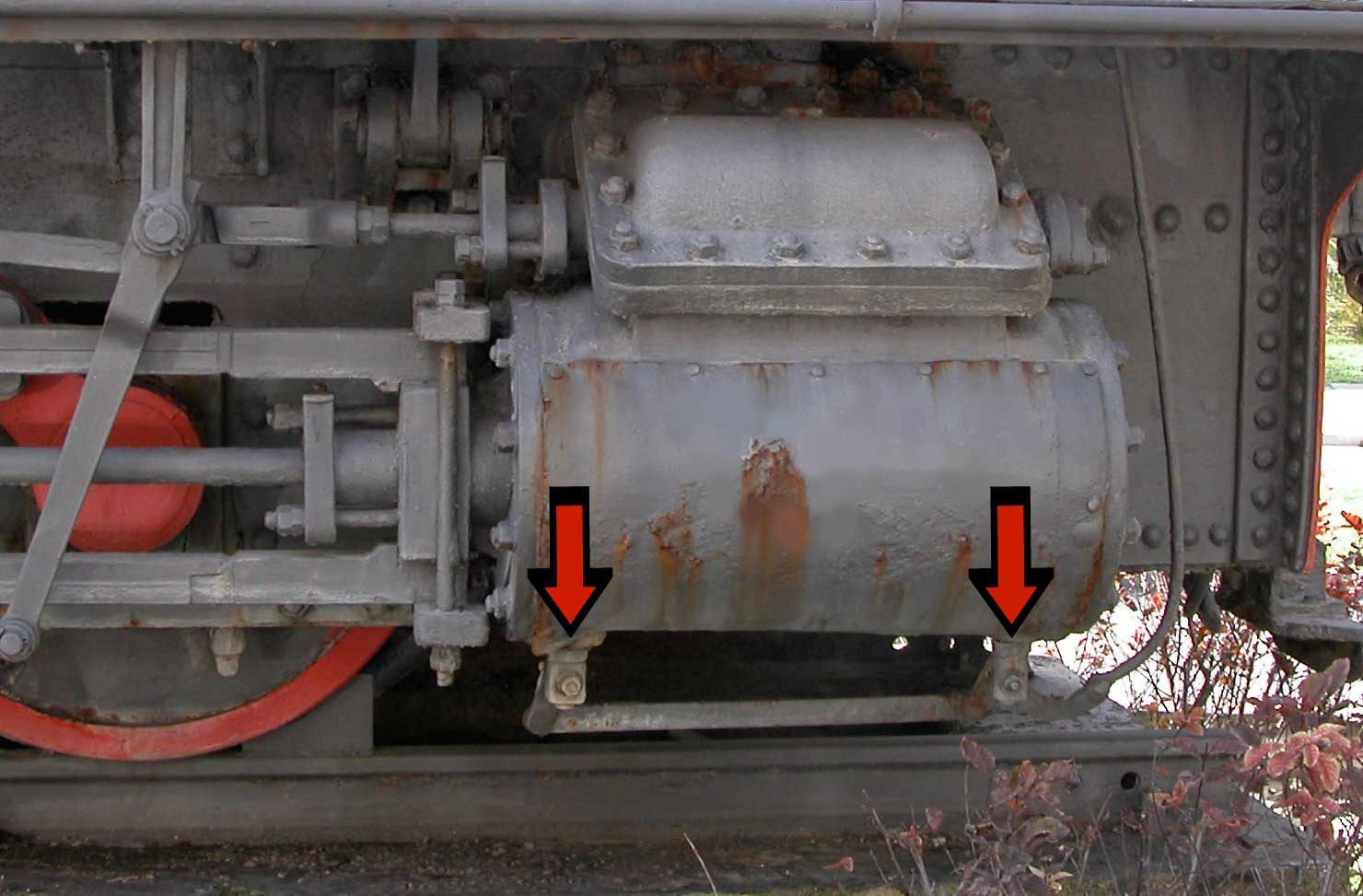
Purgues

### Purgues
Són unes vàlvules disposades en tots dos extrems dels cilindres i en la part inferior. Permeten evacuar l'aigua condensada durant les parades o arrossegada pel vapor. Generalment són accionades manualment per una palanca situada en la cabina, encara que en algunes locomotores es van utilitzar purgues automàtiques.

### Carregador automàtic de carbó (stocker)
Un factor limitant de la potència era el ritme a què podia afegir-se el combustible al foc. Les locomotores de principis del segle XX eren tan grans que en alguns països el fogoner no podia palejar el carbó amb suficient rapidesa. Als Estats Units es van introduir diversos tipus de carregadors mecànics accionats pel vapor i es van convertir en equipament estàndard al final de l'era del vapor.

### Calfadors d'aigua
Introduir aigua freda en una caldera reduïa la potència i cap al final de l'era del vapor es van emprar calfadors que extreien calor residual del vapor de fuga i així augmentaven la temperatura de l'aigua amb què s'alimentava a la caldera. L'ús d'injectors de vapor viu i de vapor de fuga també col·laborava en el precalfament de l'aigua i reduïa el xoc tèrmic que podia experimentar la caldera si s'introduïra directament l'aigua freda.

### Condensadors

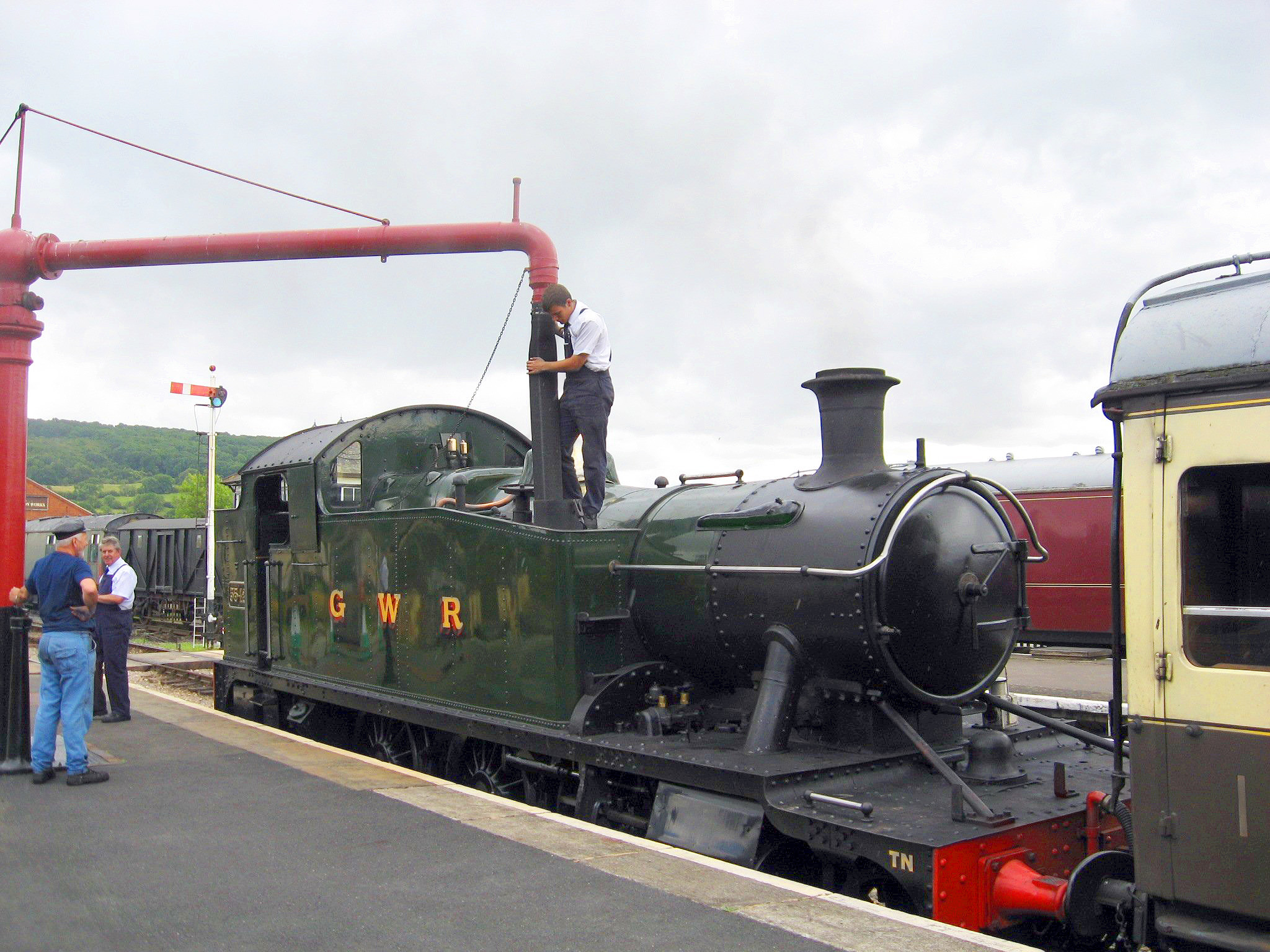
El mètode convencional de subministrar aigua a una locomotora era reomplint els tancs des d'assortidors instal·lats en les estacions.

Les locomotores de vapor consumien enormes quantitats d'aigua i reposar-les era un problema de logística constant. En algunes àrees desèrtiques es van emprar màquines condensadores. Tenien enormes radiadors en els tènders als quals s'enviava el vapor de fuga. Allí es convertia en aigua líquida amb què s'omplia el tènder. Estes màquines es van emprar particularment en el desert de Karoo. Quan s'usaven condensadors era necessari parar atenció que l'oli que lubricava el cilindre se separara de l'aigua que tornaria a la caldera, per a evitar el fenomen conegut com "encebat". Es produïa este quan l'aigua bullent de la caldera es tornava espumosa a causa de l'oli i podia passar així en forma no gasosa als cilindres, danyant-los greument a causa de la seua incompressibilitat.

### Frens

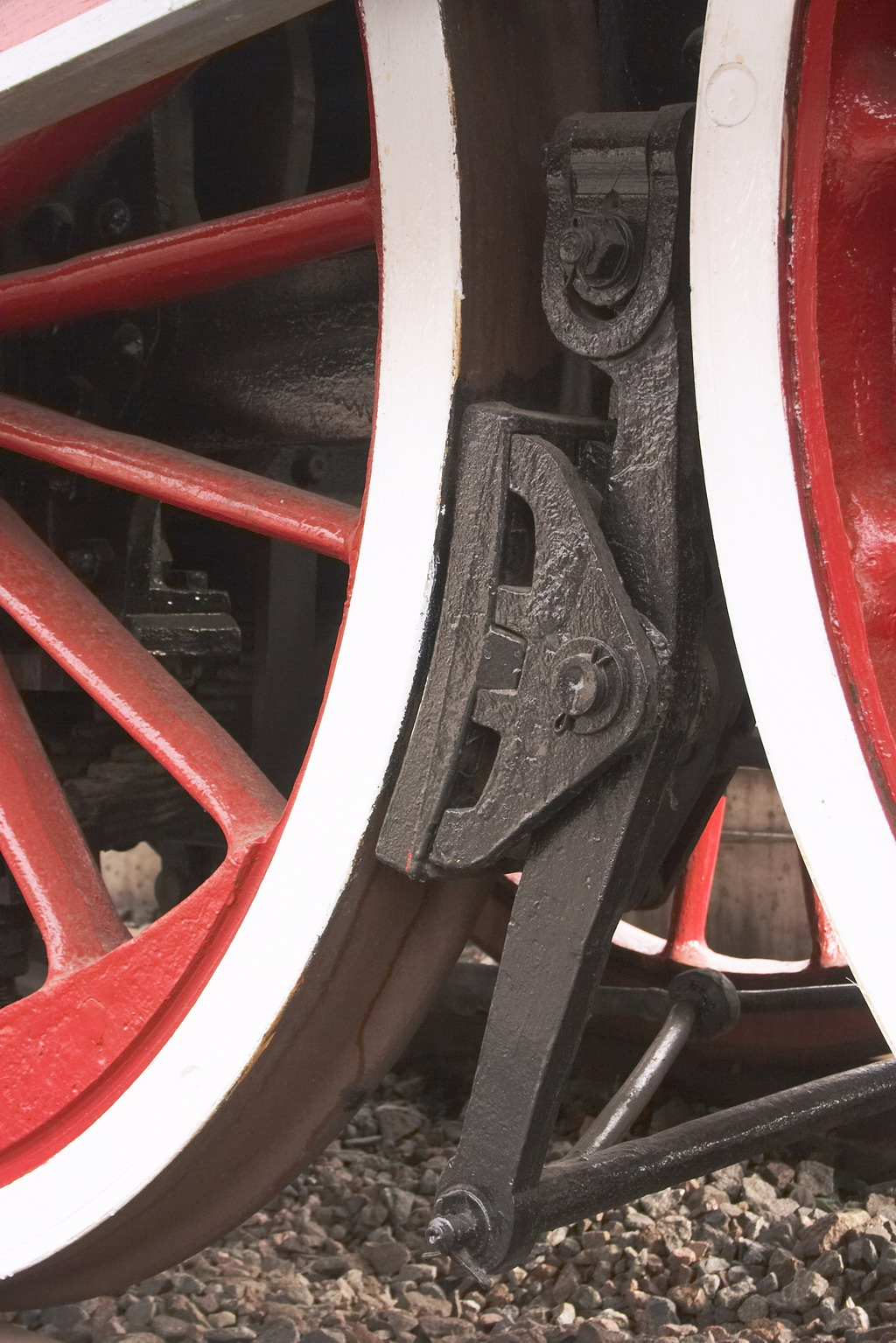
Sabata de fre.

Les locomotores tenien el seu propi sistema de frenada, independent de la resta del tren. Utilitzaven grans sabates que pressionaven contra la superfície de les rodes motrius. Amb l'aparició del fre d'aire, un sistema independent permetia al maquinista controlar la frenada de tots els cotxes. Aquest sistema requeria bombes accionades pel vapor, muntades en un lateral de la caldera o en el front de la caixa de fum.
Una alternativa al fre d'aire va ser el fre de buit, on s'emprava un aspirador-ejector, accionat pel vapor, en compte de la bomba d'aire. S'usava un segon ejector per a mantindre el buit, amb una bomba de menor potència, accionada pel peu de biela, per a estalviar vapor. El fre de buit va tindre, en general, menys implantació que el d'aire.

### Greixatge
Els pistons i les vàlvules de les primeres locomotores els greixava el maquinista, amb la locomotora parada, simplement abocant un poc de greix per la tovera de fuga del vapor en la caixa de fum. Quan va augmentar la velocitat i les distàncies entre parades, es van dissenyar mecanismes per a injectar oli mineral en el corrent de vapor que es dirigia als cilindres. El primer va ser un untador de desplaçament muntat en la cabina, a què arribava un fi conducte amb vapor. El conducte es bifurcava en forma de T fins a un contenidor hermètic amb oli. El vapor que arribava a eixe contenidor es condensava en aigua, més densa que l'oli i que es dipositava en la part inferior, desplaçant a l'oli, que penetrava així en el conducte del vapor, mesclant-se amb ell i continuant el seu viatge cap a l'admissió de vapor dels cilindres per a lubricar-los. L'untador disposava, generalment, d'un tub de vidre en el conducte per a comprovar que eixia oli cap als cilindres. Més tard es va emprar una bomba mecànica, accionada des d'un dels peus de biela. En ambdós casos el fluix d'oli era proporcional a la velocitat de la locomotora.
Altres components com els coixinets dels eixos o els pivots dels bogis es lubricaven per capil·laritat, arribant a ells l'oli des de depòsits disposats a aquest efecte. Per a lubricar els coixinets de la canya de la maneta, peu de biela i barres d'adaptació, es disposaven sobre ells uns xicotets recipients amb forma de copa que tenien uns conductes pels quals arribava l'oli fins a la superfície de fricció dels coixinets.

### Topalls i aparta vaques
Les locomotores compten amb enganxalls davant i darrere per a adaptar els vagons a remolcar. Generalment es van col·locar topalls en els extrems de les locomotores per a absorbir els impactes menors i proporcionar un suport per als esforços d'espenta.
A Amèrica es va disposar en l'extrem frontal una estructura metàl·lica inclinada, destinada a desviar els possibles obstacles que pogueren trobar-se davant del tren. Originàriament va ser prou gran i tenia el propòsit de tirar fora de la via a qualsevol cap de bestiar, pel que va ser anomenat "aparta vaques".

### Llum frontal

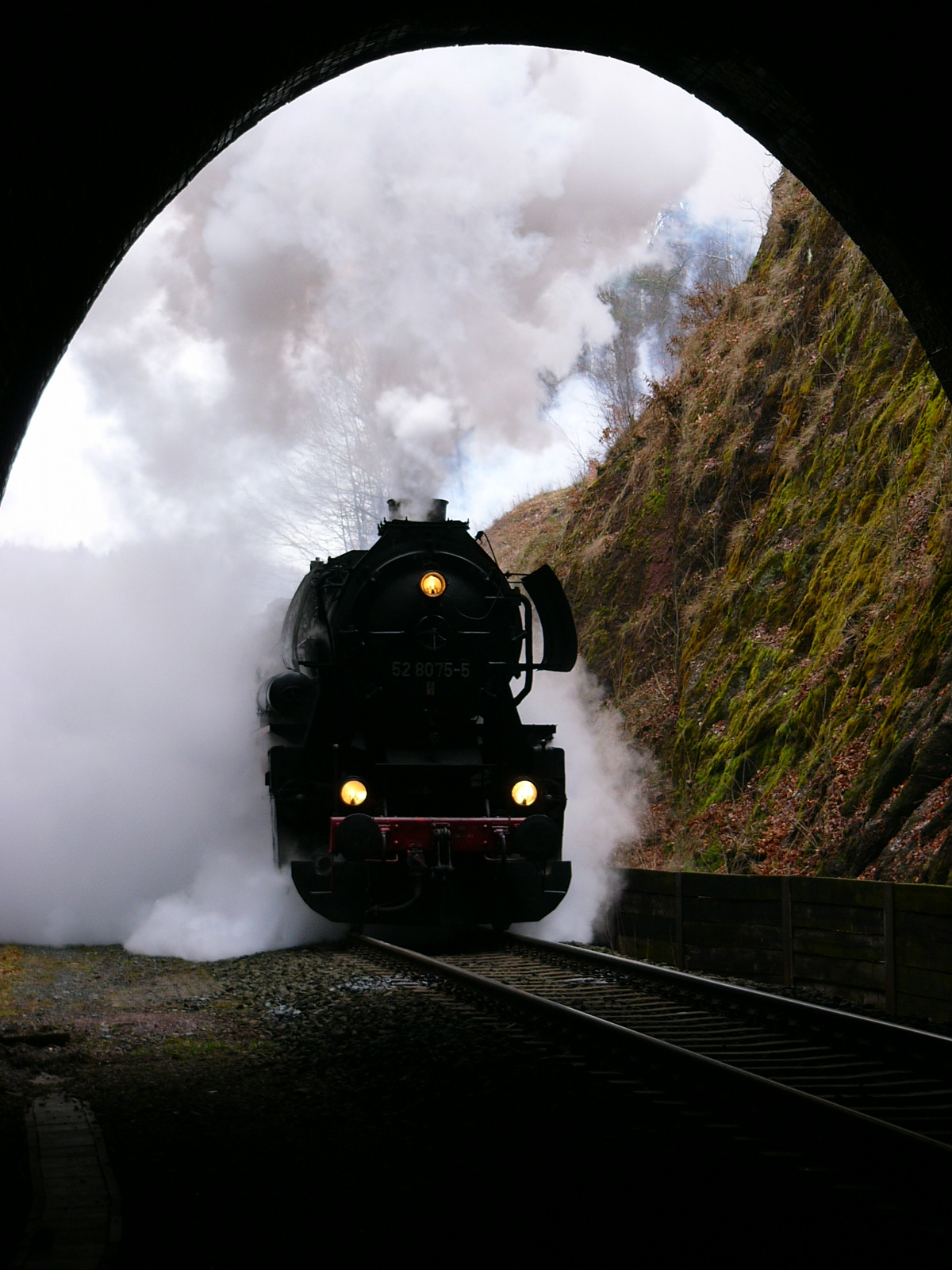
Tren amb els llums frontals encesos

Quan les locomotores van començar a operar de nit, les companyies de ferrocarril van equipar a les locomotores amb llums perquè el maquinista poguera veure el que haguera davant del tren o perquè la locomotora fora vista. Originàriament les llums frontals van ser cresols d'oli o làmpares d'acetilé, però quan es va poder disposar d'il·luminació elèctrica, aquesta va desplaçar als antics cresols, disposant-se xicotets generadors elèctrics accionats pel vapor.

### Areneres
En algunes ocasions era necessari millorar l'adherència de les rodes motrius i evitar que patinaren sobre els carrils, com per exemple quan existia gel sobre ells o a l'iniciar la locomotora el seu marxa. Per a això es recorria a abocar arena sobre el carril. L'arena era conduïda des d'un dipòsit per mitjà d'un conducte que la dipositava just davant de la roda en el sentit de la marxa. Es van emprar diversos sistemes per a accionar l'abocament de l'arena; el més senzill, una vàlvula situada davall el dipòsit arener que s'accionava des de la cabina. Però com la vàlvula podia embossar-se amb facilitat, es va recórrer també a ejectors d'aire comprimit procedent de la bomba del fre o a ejectors de vapor, que succionaven l'arena cap al conducte d'abocament. Com era convenient que l'arena es trobara eixuta per a evitar embossos, en moltes locomotores es va disposar el dipòsit arener sobre la caldera, en les cridades cúpules areneres, perquè la calor la conservara eixuta, alhora que es mantenia allunyada de la maquinària.

### Campanes i xiulets
Des dels seus primers temps es va equipar a les locomotores amb campanes i xiulets. Les campanes van ser més pròpies dels Estats Units i el Canadà, per a advertir del moviment del tren. Els xiulets s'utilitzaven per a donar senyals als empleats i advertir del perill a les persones pròximes a la via.

## Infraestructures necessàries

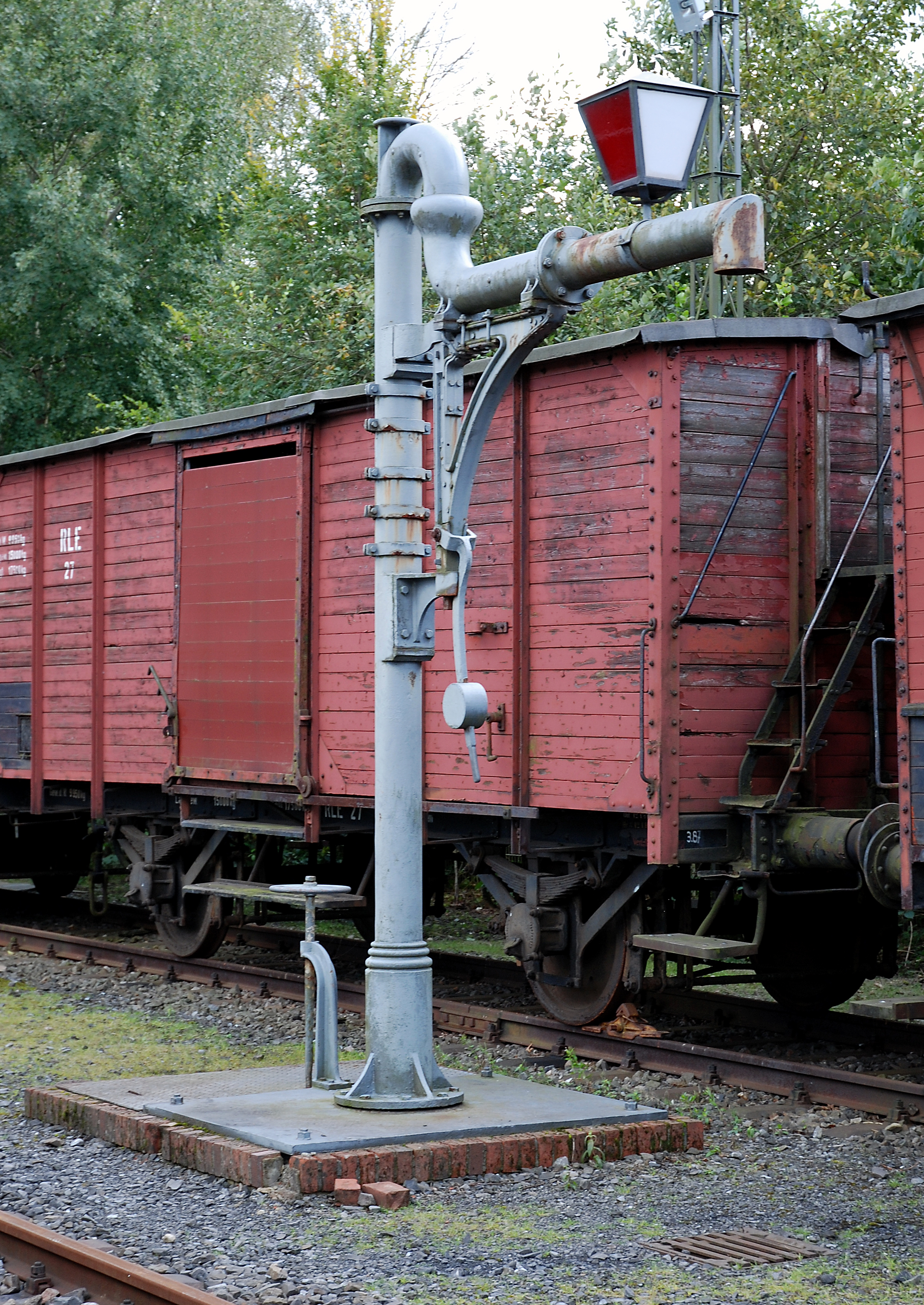
Columna hídrica a Dortmund, Alemanya.

Les locomotores de vapor tenien necessitat d'algunes infraestructures, la utilitat i manteniment de les quals es va considerar inútil al desaparéixer el vapor. Avui en dia, per als serveis turístics a vapor s'han d'utilitzar substituts. En les cotxeres de locomotores de les estacions estaven presents els dispositius de magatzematge i càrrega de carbó en les locomotores. De les rudimentàries canastres portades al muscle es va arribar fins als enormes grues pont que es van utilitzar en grans estacions, i a les locomotores de subministrament de carbó en ruta.
També era necessari crear un tir artificial per a encendre les locomotores, així com un edifici dedicat al subministrament i encés dels fanals de petroli i on recuperar les cendres de la llar i la sala de fums.
En els dipòsits i garatges sempre estaven presents les plataformes giratòries. En zones muntanyoses o en les que el manteniment de plataformes seria problemàtica, es van fer configuracions en les vies, en forma de triangle o estrela, més compactes que les mateixes plataformes.

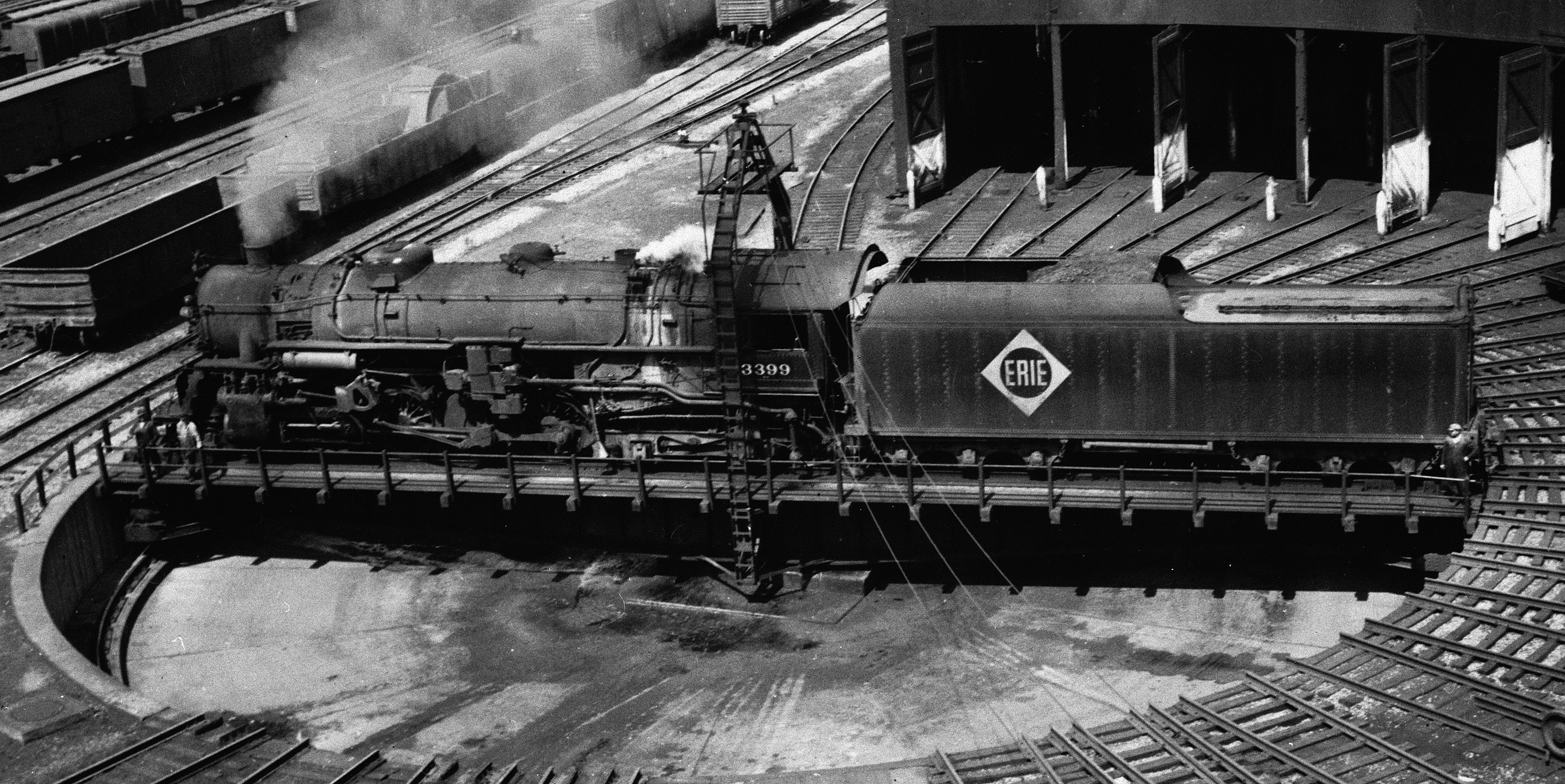
Plataforma giratòria per a entrar a cotxeres

Moltes plataformes no han sobreviscut a la pèrdua de la tracció de vapor i ara s'està tractant d'organitzar trens de vapor en les rutes i llocs on hi ha una plataforma al mateix temps que una locomotora, també és possible realitzar la maniobra en dues etapes, en primer lloc la locomotora i posteriorment el tènder.
Si el carbó és necessari per a les locomotores de vapor, l'aigua és una necessitat encara major i major és la necessitat de subministrar-la. En fi, les distintes estacions estaven equipades amb una torre piezomètrica i una o més columnes de subministrament d'aigua. Algunes d'elles, han sobreviscut fins al dia d'avui en funcionament.

## Fabricació de locomotores

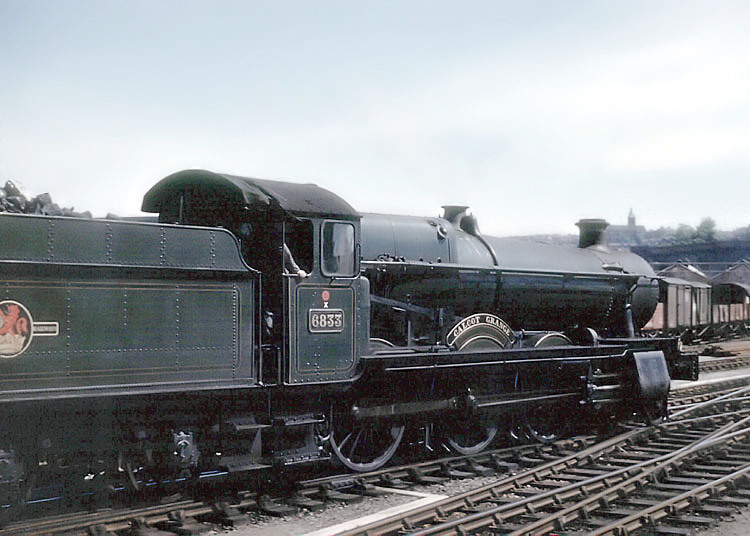
Una locomotora 2-3-0 en l'estació Bristol Temple Meads, a Anglaterra.

Generalment els ferrocarrils encarregaven locomotores, adaptades a les seues necessitats, a empreses especialitzades. Però els ferrocarrils també tenien tallers propis, capaços d'escometre reparacions de gran envergadura, i alguns van fabricar en ells les seues pròpies locomotores. Així mateix era corrent que un ferrocarril venguera a un altre un grup de locomotores.
Les locomotores requerien tasques de manteniment i inspecció periòdiques, a vegades a intervals regulars establits per l'administració estatal. Durant el manteniment no era rar que la locomotora resultara modificada, afegint-li nous dispositius o eliminant altres que no eren satisfactoris. Se substituïen inclús calderes, cilindres i, en definitiva, quasi qualsevol part de la locomotora.

## Categorització de les locomotores de vapor
Les locomotores de vapor es categoritzen per la disposició dels seus eixos. Per a això es representa a cada grup d'eixos amb un número. Es té en compte (per este orde) el nombre d'eixos davanters o conductors, el d'eixos motrius i el d'eixos posteriors o d'arrossegament.
Així, per exemple, una locomotora amb dos eixos davanters, tres eixos per a rodes motrius i un eix posterior, és una locomotora 2-3-1. Diferents disposicions rebien noms que generalment reflectien el primer ús que s'havia donat a eixa disposició. Així, per exemple, una locomotora tipus "Santa Fe" era una locomotora 1-5-1 perquè la primera que es va construir amb eixa disposició d'eixos, ho va ser per al ferrocarril "Atchison, Topeka i Santa Fe", sovint abreviat com "Santa Fe" i que va ser un dels més llargs dels Estats Units.
En la majoria dels països angloparlants i de la Commonwealth es va utilitzar de forma preponderant la notació White per a categoritzar les locomotores de vapor, en la que es té en compte el nombre de rodes en lloc del nombre d'eixos. Així, per exemple, una locomotora 2-10-2 en la notació White, és una locomotora 1-5-1 si se la classifica segons el nombre d'eixos.

## Tipus de locomotores

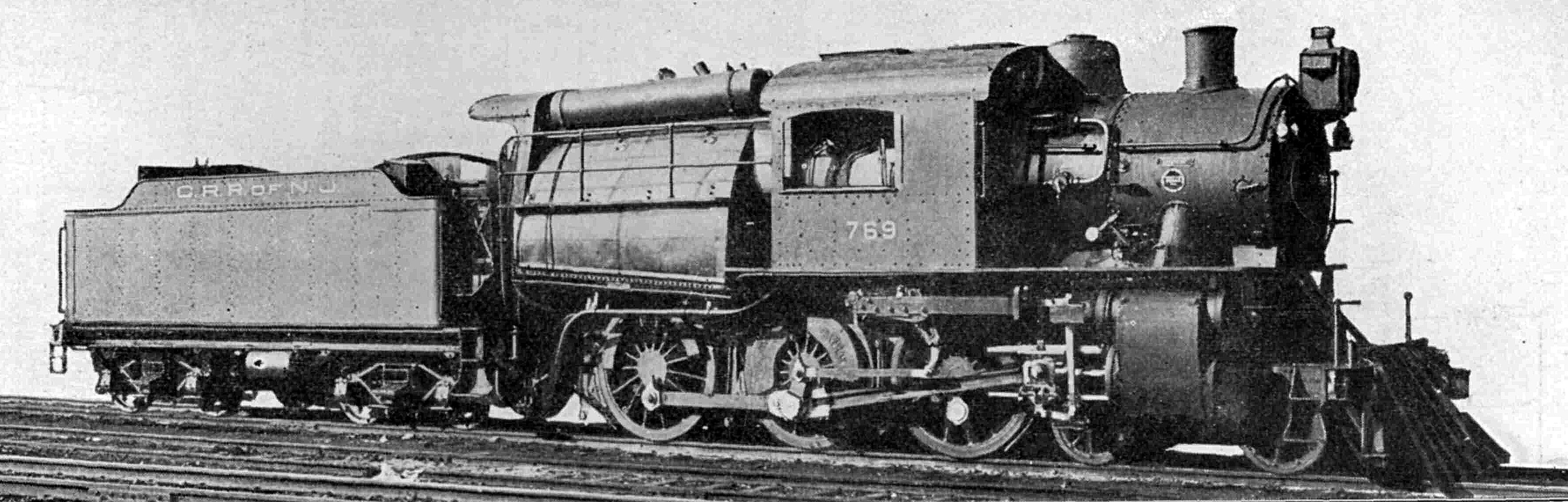
Locomotora Camelback

Les locomotores de vapor van ser construïdes amb una varietat de formes i arquitectures que probablement no s'ha vist en qualsevol altre tipus de ferrocarril.
Per exemple, a Hongria i altres estats circulaven locomotores amb caldera Brotan que tenien una llar de material refractari amb tubs amb aigua i una caldera convencional amb tubs de fum. L'aigua de la caldera podia arribar per gravetat als tubs d'aigua de la llar i ambdós dispositius enviaven el seu vapor a un tanc amb una cúpula i d'allí era llavors enviat al motor.
Més visibles eren les diferències en la posició de la cabina de guia. Per exemple la cabina estava damunt de la caldera en les ja mencionades locomotores de l'oest dels Estats Units per a cremar l'antracita no apta per a l'ús domèstic. Aquesta configuració es devia al fet que per a la crema d'antracita era necessari utilitzar una llar tan gran que la seua grandària va fer necessari l'ús de dos boques de subministrament de combustible, sinó que també era extremadament problemàtic per a la visió del maquinista. L'ús d'aquestes màquines va cessar quan van ser prohibides, ja que era massa perillosa la presència del conductor en la part superior de les bieles en moviment, i el fogoner s'encontrava massa exposat en l'estret espai entre la caldera i el tènder sense cap mena de protecció.

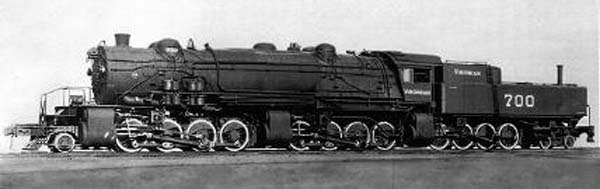
Un curiós experiment dels anys vint va ser la Triplex de la Virginian Railroad, una Mallet amb tres trens motors, el central d'alta pressió, i els dos externs de baixa pressió.

No tenien aquest problema les locomotores en què la cabina va ser instal·lada al front per a trobar una millor aerodinàmica o tindre una millor visibilitat. Les locomotores d'aquest tipus es van produir a Itàlia, França, Regne de Prússia, Alemanya, Anglaterra, Unió Soviètica i la companyia ferroviària nord-americana Southern Pacific de la que va ser un símbol.
Però les màquines de la Southern Pacific no diferien de les locomotores del tipus comú només per la cabina posada en el front.
De fet eren també màquines articulades, sobre dos vagons, un d'ells connectat a la resta de la locomotora. Açò facilitava la penetració en les revoltes de la locomotora al comptar amb un eix de torsió entre les seues dues parts. Màquines articulades s'han construït al voltant de tot el món, però només als Estats Units hi havia gegants, com la mencionada Cab Forward (cabina davantera), o la Big Boy, l'Allegheny i altres enormes locomotores de mercaderies i mixtes. Les locomotores articulades van ser molt utilitzades en els trens de via estreta, ja que els radis de les revoltes eren molt més estrets.
A Europa i a les seues colònies les màquines articulades van ser sobretot Mallet o màquines amb motor de doble expansió amb un tren posterior mogut per cilindres d'alta pressió i un anterior de baixa pressió, pel fet que els cilindres davanters són majors que els posteriors.
La cerca d'una major facilitat per a penetrar en les revoltes va ser un dels majors maldecaps, en els trens de via estreta es va buscar el mode de construir locomotores en què tots els vagons o carrets foren capaços de rotar respecte al cos central. Típica de l'escola anglesa va ser la Garratt, locomotora on la caldera amb la cabina, les reserves de carbó i d'aigua es trobaven els tres sobre un mateix xassís recolzat en les extremitats sobre dos carros, cada un d'ells amb rodes motrius, avui en dia es poden admirar aquestes locomotores en funcionament a Sud-àfrica i Zimbàbue.
| Locomotora Garratt | Locomotora Mallet | Locomotora Meyer |

Als Estats Units es van desenvolupar locomotores de dos o tres trens motors amb dos eixos que rebien el moviment per mitjà d'un arbre de transmissió (de partides?) mogut pels pistons del motor de vapor. Hi ha tres tipus principals:

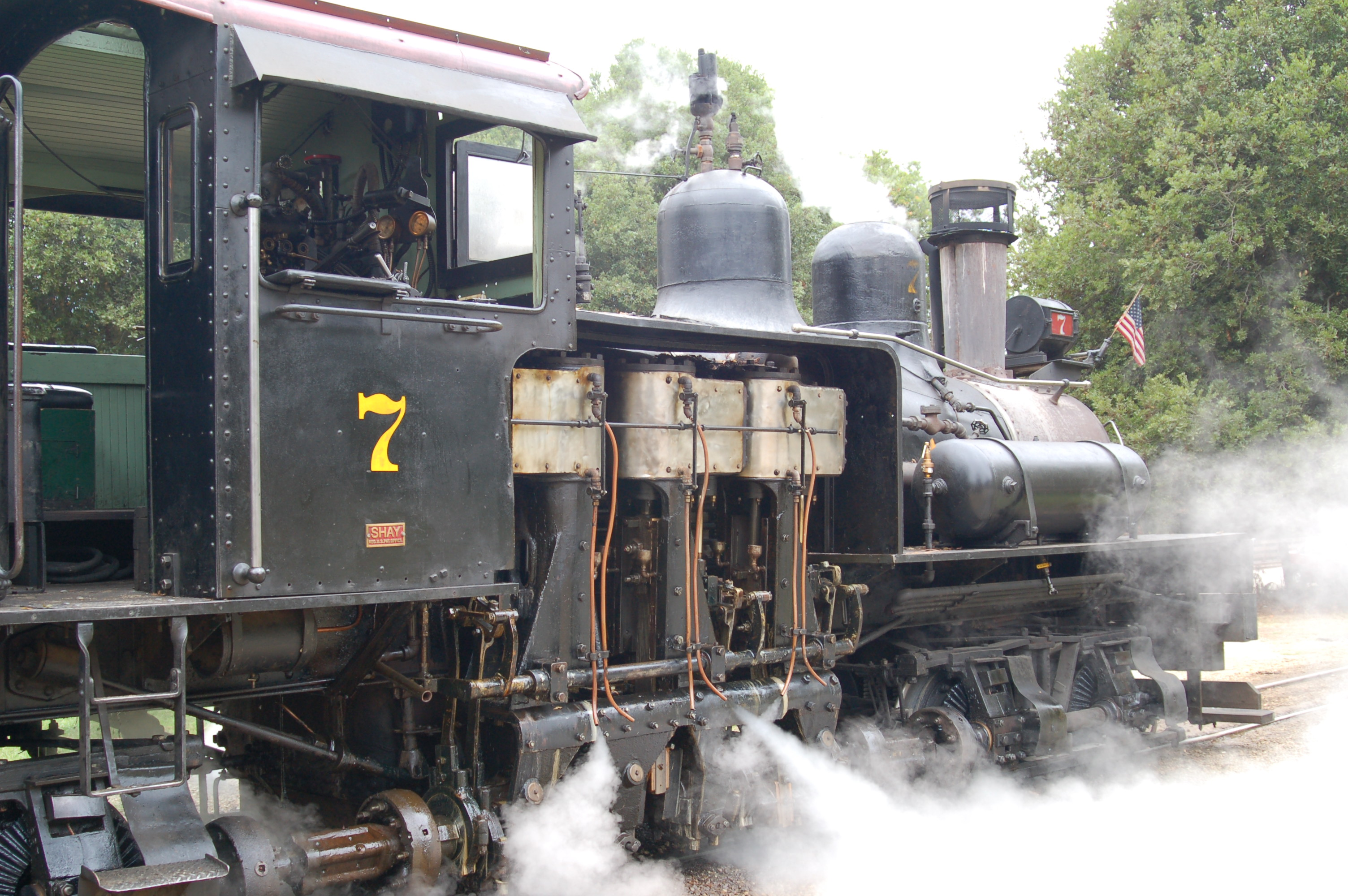
Locomotora Shay de classe Sonora

La Climax en què els cilindres estaven preparats de forma tradicional i transmetien el moviment a un eix cec. Aquest, per mitjà dels engranatges, que posava en moviment l'arbre de transmissió que al seu torn accionava els bogis. Per a simplificar la mecànica era possible que els engranatges foren usats per a moure un només eix per bogi adaptant-lo a l'altre a través d'una biela.
La Heisler, en la que l'arbre de transmissió estava en el centre de la locomotora, en la que l'arbre de transmissió estava en el centre de la locomotora i era accionat per la biela del motor de vapor, aquest últim amb els cilindres disposats en V. En les locomotores, també podia ocórrer, per a simplificar la mecànica, els engranatges foren usats per a moure un només eix per bogi adaptant-lo a l'altre a través d'una biela.

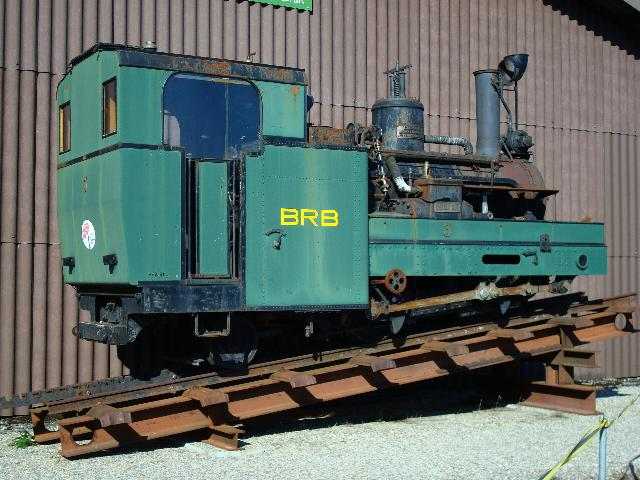
Antiga locomotora de la línia Brienz-Rothorn-Bahn similar a les locomotores del Cremallera de Montserrat de fabricació suïssa.

La Shay, de cilindres verticals i arbre de transmissió a un sol costat, amb el moviment transmés a través d'engranatges a tots els eixos. Per a equilibrar la posició asimètrica dels cilindres, la caldera va ser col·locada sobre el costat oposat. Aquestes màquines van gaudir gran difusió als Estats Units i Taiwan.
En moltes locomotores de cremallera tant la caldera com la cabina del maquinista estan construïdes en angle de manera que contraresten el pendent de la línia fèrria, permetent mantindre la caldera horitzontal.
El 1992 i el 1996 la SLM Suïssa va construir alguna màquina d'aquest tipus per a la línia Brienz-Rothorn-Bahn. Són màquines tradicionals només en l'aspecte, construïdes per un deixeble de Livio Dante Porta, eficients en l'ús del combustible i fluides de moviment.

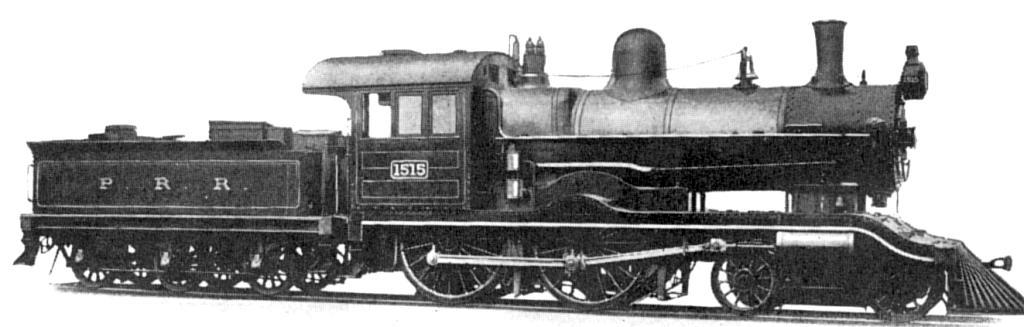
Locomotora compound

- Locomotora compound. La del sistema d'aquest nom en la qual el vapor obra a plena pressió en un primer cilindre i es distén de seguida en un segon cilindre. Amb el seu ús no cal l'adaptament d'eixos perquè cada cilindre pot accionar directament un d'ells.

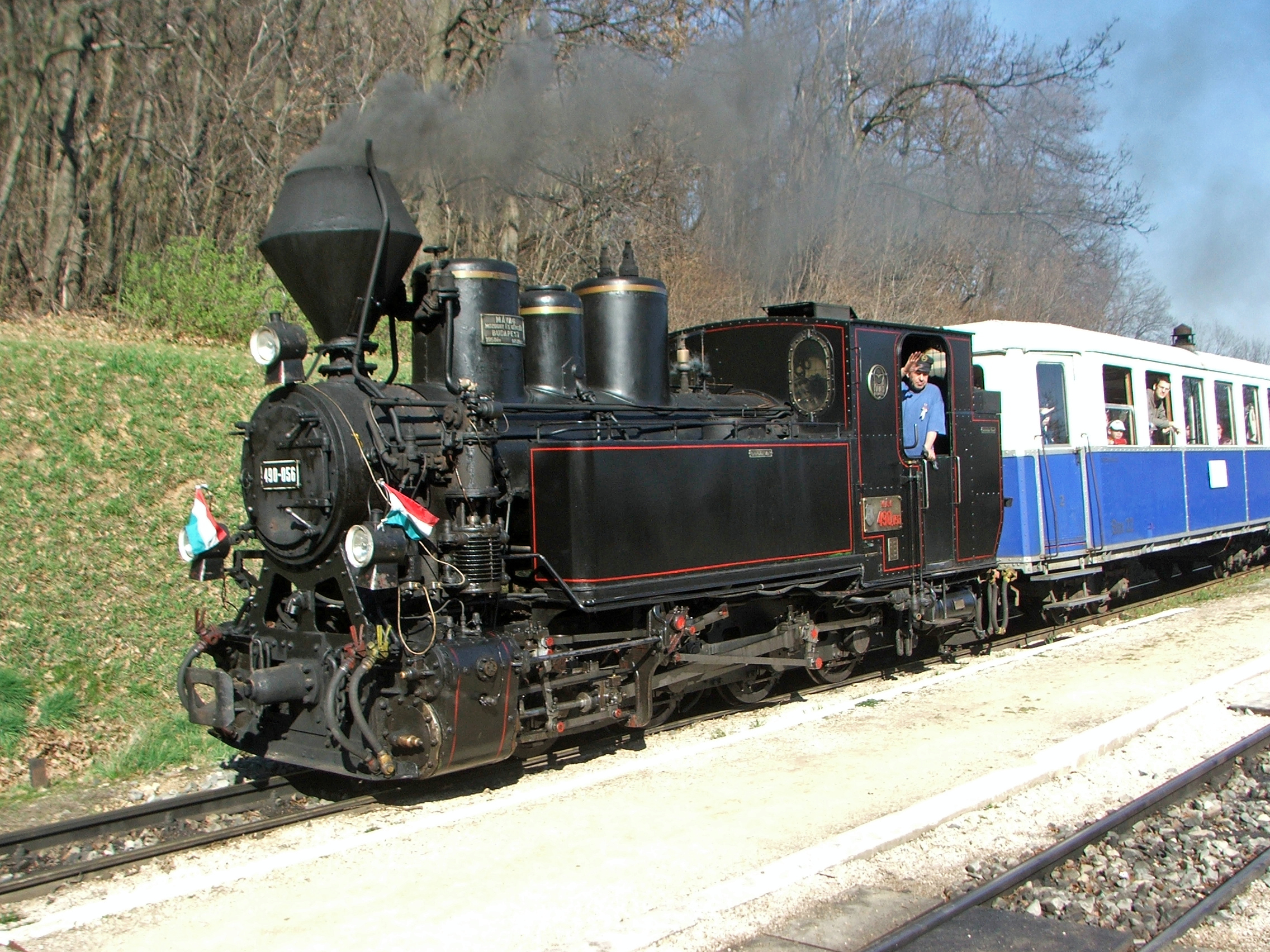
Locomotora de via estreta

- Locomotora amb tènder. La que porta amb si el carbó. Només s'empra en trams xicotets o per a les maniobres de les estacions.Locomotora de via estreta
- Locomotora de via estreta. Es anomenen així les màquines que circulen per este tipus de vies. Es considera via estreta a aquella que té menys d'1,435 mm. La majoria de les vies estretes existents tenen 1,067 mm o menys.
- Locomotora de mercaderies. La més llarga i pesant. Posseïx diversos eixos adaptats amb rodes d'1,30 i serveix per a la xicoteta velocitat.
- Locomotora de viatgers. La caracteritzada per l'ús de grans rodes de quasi dos metres de diàmetre amb dos eixos adaptats. Un tercer eix lliure porta dos rodes xicotetes o bé el truck americà que va davant amb quatre rodes mòbils al voltant d'un caragol mestre. Pesa de 30 a 40 tones i està proveïda de fre mestre.
- Locomotora mixta. La destinada a remolcar trens mixtos. Posseïx generalment tres eixos adaptats amb rodes d'1,50 m. Pesa unes 40 tones i també porta fre instantani.[14]

## Rendiment de les locomotores

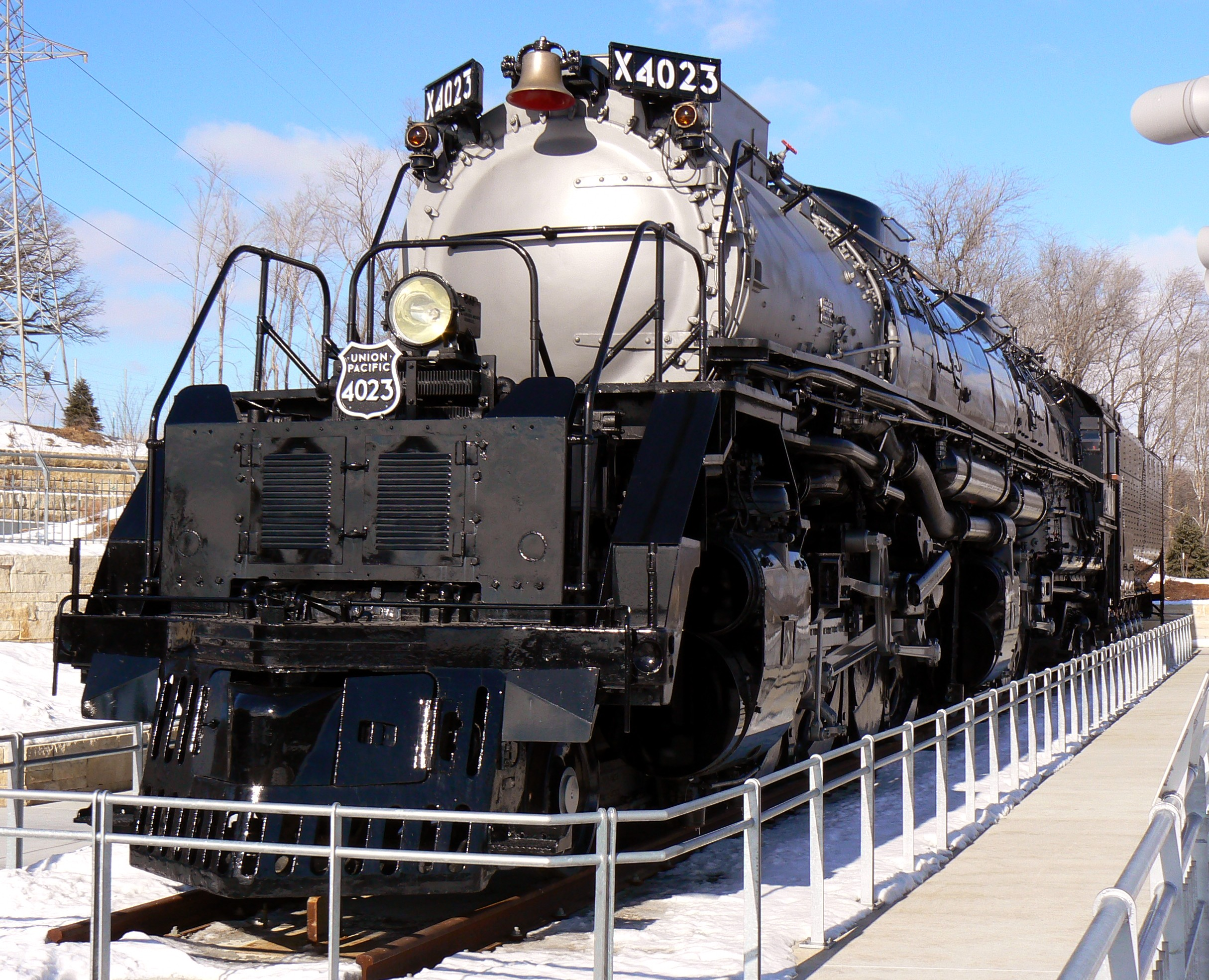
Locomotora Big Boy 4023.

S'utilitzaven generalment dos tipus de mesures per a definir el rendiment de les locomotores. Al principi se les classificava pel seu esforç de tracció: la màxima força exercida per la locomotora per a arrossegar el tren. Açò podia calcular-se, aproximadament, multiplicant l'àrea total del pistó per la pressió de la caldera i dividint pel quocient entre el diàmetre de la roda motriu i el recorregut del pistó. L'esforç de tracció és el principal factor per a catalogar a una locomotora en termes de quant pesant és el tren que pot arrossegar per una zona concreta. A l'entrar en el segle xx va començar a considerar-se que l'esforç de tracció no era la mesura més adequada del rendiment perquè no tenia en compte la velocitat, i les locomotores van començar a mesurar-se per la potència que desenvolupaven. Es van emprar diverses fórmules per a calcular-la però, en general, les companyies de ferrocarril van utilitzar els anomenats vagons dinamomètrics per a mesurar la potència real, amb la locomotora en marxa.
Donades unes proporcions adequades de la resta de la locomotora, la potència resultant ve determinada per la grandària del foc i, per tant, per l'àrea de la graella de la llar. La força de tracció, com s'ha indicat anteriorment, ve determinada per la pressió de la caldera, les proporcions del cilindre i la grandària de les rodes motrius. No obstant això, també està limitada pel pes sobre les rodes motrius (denominat pes adherent), que ha de ser almenys quatre vegades l'esforç de tracció.
A finals del segle xix, les locomotores van començar a divergir: en les locomotores de trens de mercaderies, es considerava l'esforç de tracció, mentre que en les de passatgers, es valorava més la velocitat. Les locomotores de mercaderies van augmentar el nombre d'eixos motrius, van mantindre un bogi davanter d'un sol eix i, quan ja en el segle xx, el gran augment de grandària de la llar va fer que este ja no poguera acomodar-se sobre les rodes motrius, van col·locar un bisell posterior per a proporcionar suport. Les locomotores de trens de passatgers tenien, generalment, un bogi davanter de dos eixos per a millorar el traçat de les revoltes a una certa velocitat, menys eixos que les de mercaderies i rodes motrius molt grans perquè les peces amb moviment de vaivé no hagueren de realitzar-lo a una velocitat excessiva.
En els anys 1920, l'atenció als Estats Units es va centrar en la potència. Els trens de mercaderies havien de desplaçar-se a major velocitat i els de passatgers havien d'arrossegar un major pes mantenint la velocitat. La grandària de les graelles i llars va augmentar sense produir-se canvis en la resta de la locomotora, forçant al bisell posterior a incorporar un segon eix, de manera que les de mercaderies 2-8-2 (notació White) es van convertir en 2-8-4 i les 2-10-2 en 2-10-4. De la mateixa manera, les de passatgers 4-6-2 es van convertir en 4-6-4 i es va desenrotllar una configuració de locomotora de doble propòsit, la 4-8-4, que podia utilitzar-se tant per al servici de mercaderies com per al de passatgers.

## La fi de l'era del vapor

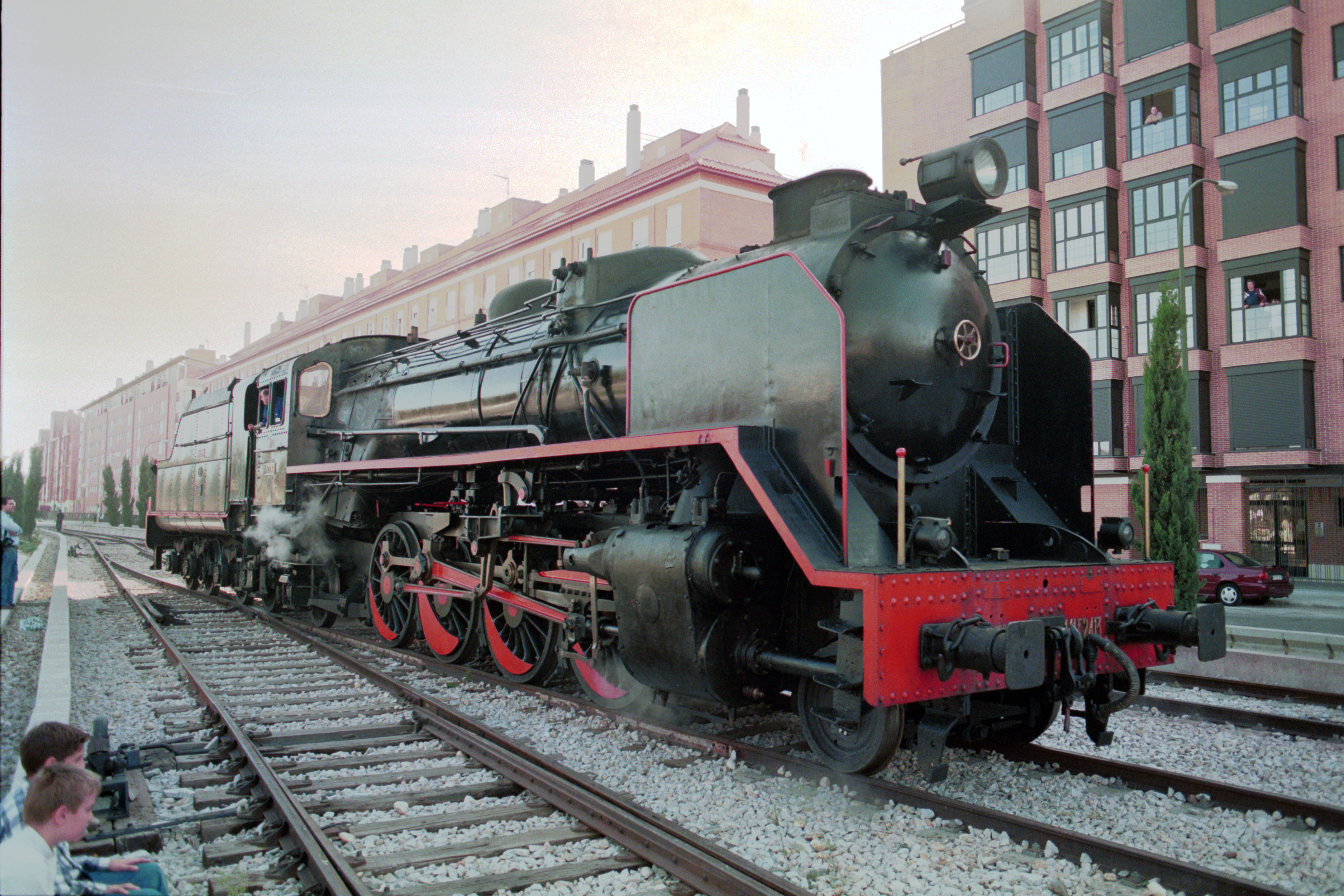
Locomotora Mikado 1-4-1, de gran potència, utilitzada per Renfe fins a l'any 1975. Actualment queden algunes d'elles en ús.

L'aparició de les locomotores dièsel-elèctriques en la primera part del segle xx va accelerar el final de les locomotores de vapor. No obstant això, es van emprar a Amèrica del Nord i Europa fins a mitjan segle i van continuar sent utilitzades en altres països fins al final del segle xx. Encara que poden ser màquines prou senzilles i adaptables a una gran varietat de combustibles, són menys eficients que els motors dièsel o elèctrics i requerixen un manteniment constant que implica un treball considerable. S'ha de subministrar aigua en molts punts al llarg del recorregut, la qual cosa representa un problema en àrees desèrtiques o on l'aigua de la zona no resulta adequada. El mecanisme de vaivé de la biela fa que els esforços sobre les rodes motrius s'apliquen a estirades i que estes colpegen els carrils i els desalineen, fent necessari més treball de manteniment de les vies. Les locomotores de vapor requereixen diverses hores de calfament de la caldera amb el foc encés abans que puguen ser operatives, i al final de la jornada seguir un procediment per a retirar les cendres i netejar l'escòria adherida a la graella. A diferència de les locomotores dièsel o elèctriques, la posada en funcionament i parada al final del treball resulta molt més ràpida i senzilla. Finalment, el fum que emeten les locomotores de vapor pot resultar objectable.
S'ha calculat que el cost en mà d'obra i carburant d'una locomotora de vapor supera en unes dues vegades i mitja al d'una dièsel i el quilometratge diari és molt menor. Cap al final de les dècades dels seixanta o setanta, la majoria dels països occidentals ja havien reemplaçat totalment a les locomotores de vapor en el servici de passatgers, però en el de mercaderies es va tardar un poc més. En Índia es va produir el canvi de trens de vapor als impulsats per motors dièsel i elèctrics en la dècada dels vuitanta. En algunes regions muntanyoses de gran altitud es continuen usant locomotores de vapor perquè es veuen menys afectades per la reduïda pressió atmosfèrica que els motors dièsel.

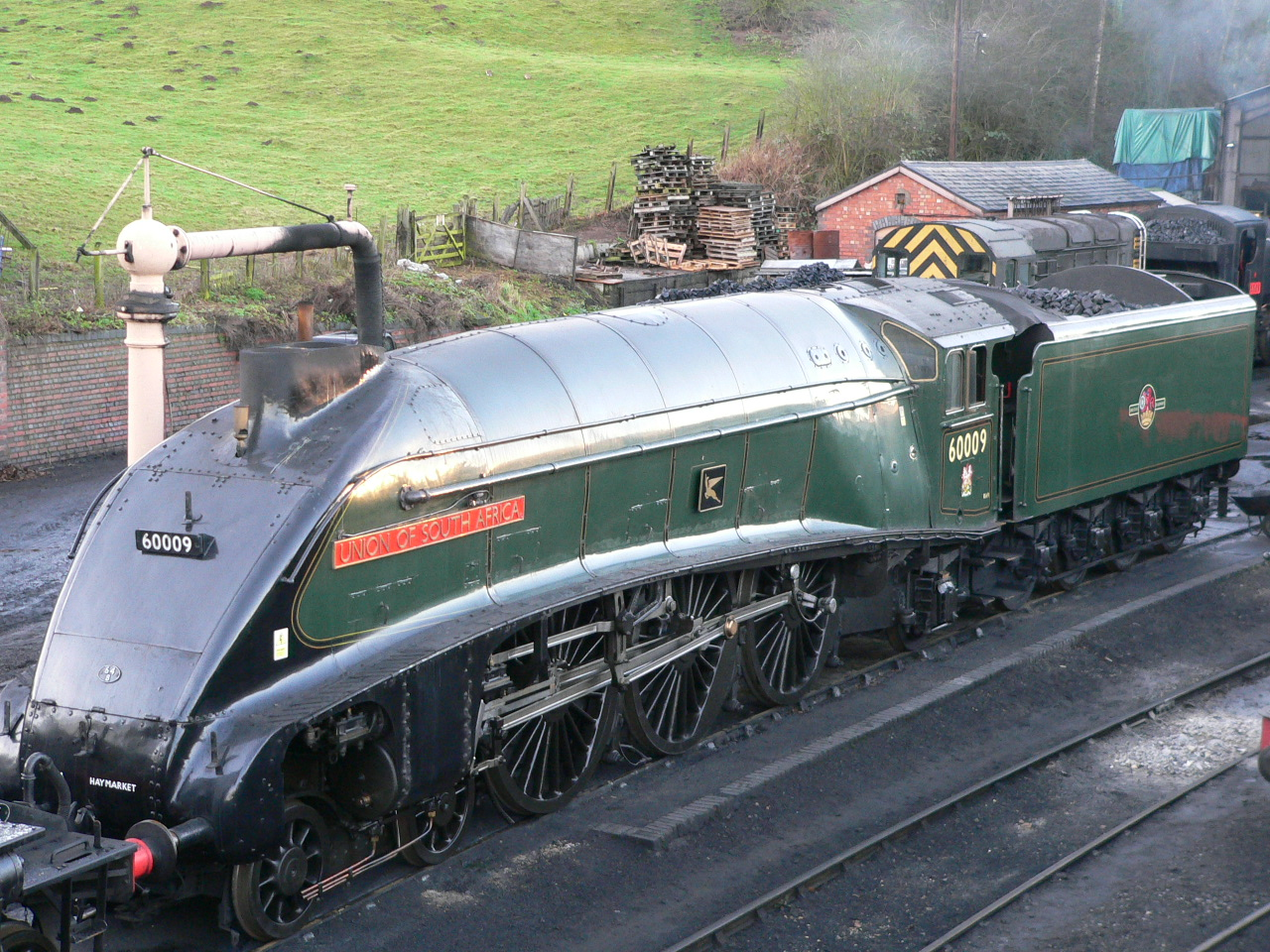
Locomotora Mallard.

Als EUA la primera locomotora Dièsel Elèctrica, és a dir aquella en què un motor dièsel movia un generador elèctric que al seu torn donava potència al motor de tracció, va aparèixer per primera vegada al Baltimore and Ohio Railroad el 1935 com a locomotora N º 50. A Chicago, en la Rock Island Pacific Railroad les noves unitats entregades recorrien més de 560.000 km en un any, en comparació amb el voltant de 192.000-240.000 d'una locomotora de vapor. La Segona Guerra Mundial va retardar l'ús del dièsel als EUA. Entre les grans vies fèrries, l'Alabama, Tennessee and Northern Railroad i la Western Pacific Railroad es troben entre els primers a retirar per complet les locomotores de vapor. El 1960, la Norfolk and Western Railway, va ser l'última línia d'Amèrica Classe I, en suspendre les operacions de vapor. Algunes línies curtes van continuar utilitzant el vapor en operacions de la dècada dels seixanta, i la fàbrica Northwestern Steel and Wire de filferro d'acer en Sterling, Illinois, va continuar funcionant amb les locomotores de vapor fins a desembre de 1980.
Els primers assajos de locomotors dièsel i automotors es van iniciar al Regne Unit en la dècada de 1930 però només amb un progres limitat. Un dels problemes és que les locomotores dièsel britàniques eren sovint molt baixes d'energia, en comparació amb els locomotors de vapor contra els que estaven competint.
Després de 1945, els problemes relacionats amb la reconstrucció de la postguerra i la disponibilitat a baix cost de carbó va fer al vapor mantenir-se en l'ús generalitzat en els dues dècades següents. Tanmateix, la disponibilitat de petroli barat va donar lloc a nous programes per a usar el dièsel el 1955 i estos van començar a tenir efecte a partir del voltant de 1962. El final de l'era de vapor, es va produir el 1968. L'ús de locomotores de vapor en la indústria britànica va continuar fins finals del decenni de 1980, però l'escassa disponibilitat de peces de recanvi, juntament amb el declivi de la mineria del carbó, va portar a la desaparició del vapor per a usos comercials.

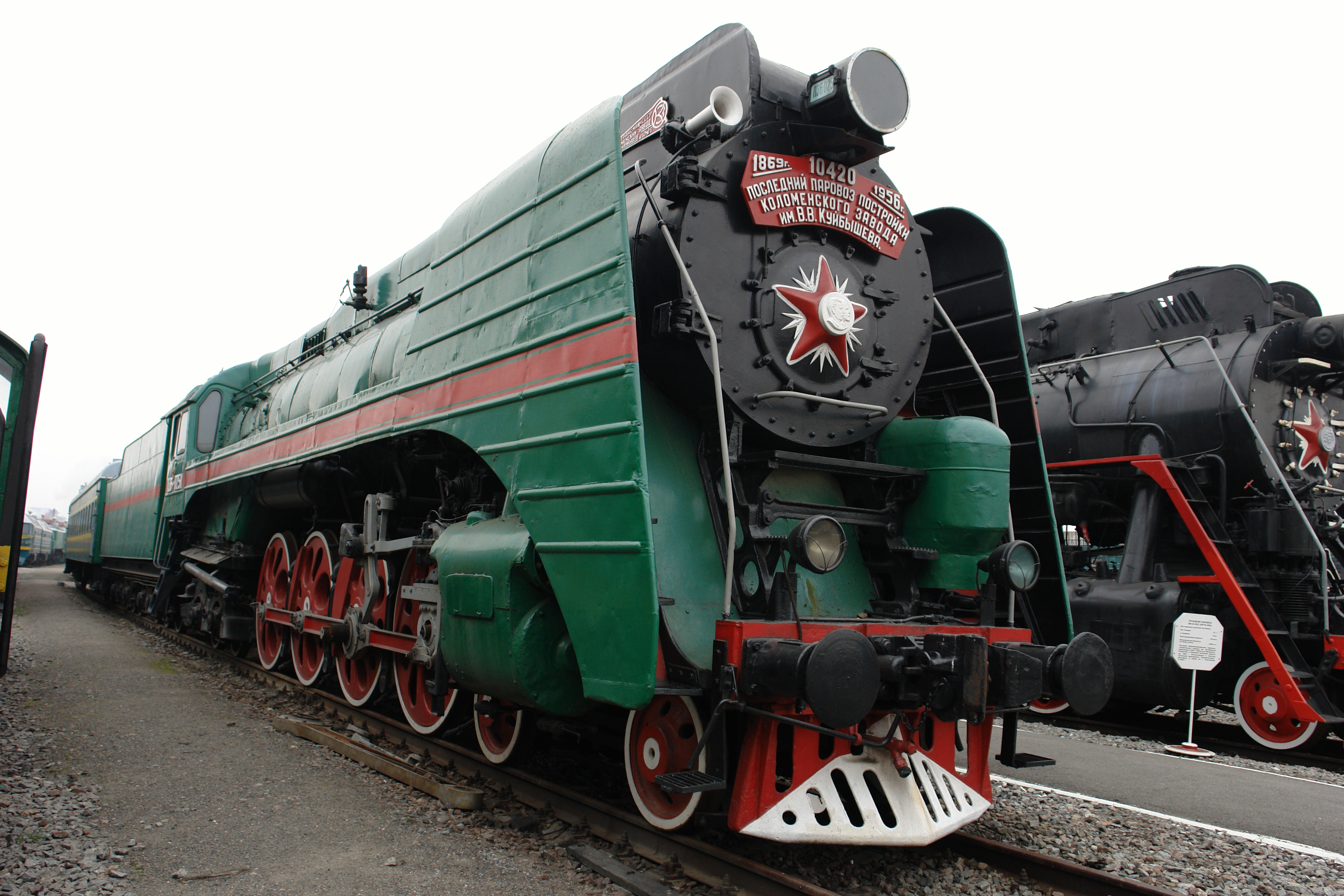
Locomotora soviètica P36-0251

A l'URSS, l'última locomotora de vapor (model П36, número de sèrie 251) va ser construïda el 1956 i es troba en el Museu del Ferrocarril de maquinària antiga a la terminal de ferrocarril de Sant Petersburg a Varsòvia (Rus: Варша́вский вокза́л, Varxavski vokzal), Rússia. A la part europea de l'URSS, gairebé totes les locomotores de vapor foren substituïdes per motors dièsel i elèctrics en la dècada de 1960, a Sibèria amb el seu carbó barat, les locomotores de vapor van estar actives fins a mitjans dels anys setanta.
En alguns països el vapor va continuar sent àmpliament utilitzat i va arribar fins al final del segle xx. Les locomotores dièsel eren relativament cares i en algunes zones els costos de la mà d'obra no eren grans. D'altra banda, la carestia del petroli va atorgar a altres combustibles un cert avantatge. Un embargament petrolífer combinat amb l'abundància de carbó local barat va induir a Sud-àfrica a continuar usant locomotores de vapor fins als anys noranta. Xina va continuar construint locomotores de vapor per als seus ferrocarrils fins a finals de segle i inclús fabricant uns pocs exemplars per a activitats turístiques dels Estats Units. En 2006, DLM AG (Suïssa) continua fabricant locomotores noves de vapor.
Les enormes pujades de preu del combustible dièsel van motivar diverses iniciatives per a fer ressorgir el vapor, cap d'elles amb èxit. En els començaments del segle xxi, la locomotora de vapor només regna en algunes regions aïllades i en activitats turístiques.